# 世界貿易中心 (1973年至2001年)
世界貿易中心（英語：World Trade Center，簡稱世貿中心、紐約世貿）是美國纽约市曼哈顿下城的建築群，由7座大樓組成，業主為紐約與新澤西港務局。自1973年4月4日啟用後，世貿中心當中兩棟最高的塔即成為紐約著名地标之一，这两座分别稱作「世貿中心一號大樓」（北塔）和「世貿中心二號大樓」（南塔）的高楼是當時世界上最高的建筑物，超过了同在曼哈顿的帝国大厦。2001年的九一一袭击事件導致大部分建築受到全毀到結構受損不等的重創。該建築群進行了後續重建，计划新建5座摩天大楼、以及一座受害者纪念馆。其中一號大樓為新的主建筑，而六号大楼不重建。
舊建筑群两座110层、樓高417和415公尺大楼使用的是管状结构设计。为了获得项目的批准，紐新港務局接管了哈德遜與曼哈頓鐵路成为紐新港務局過哈德遜河捷運（PATH）。1966年8月5日项目开工。在一号大楼（北塔）于1972年完工，二号大楼（南塔）于1973年7月完工。建造地基挖掘出来的大量泥土后来用来填海建造了曼哈顿下城西侧的砲台公園城。建筑的总投资为四亿美元。世界贸易中心作为世界上最高的摩天大樓的头衔並沒有維持很久，很快就被芝加哥的威利斯大廈取而代之，但仍然是紐約最高的建築。
整个建筑群位于纽约内市金融区的中心，含有124万平方米的办公面积。在一号大楼（北塔）第106和107层上有世界之窗餐廳，在二号大楼（南塔）的第107层则有观景台，这两座最高楼合稱為「雙子星大樓」（英語：Twin Towers）。建筑群的其它建筑包括世贸中心万豪大酒店、四号、五号和六号。其中六号楼是美國海關總署的办公楼。所有这些建筑都是在1975年至1981年间建造的。最后建成的7号楼是1985年完工的。1976年拍摄的《金刚》中有些场景含有世界贸易中心。1974年8月7日上午，法國鋼索人菲利普·珀蒂（Philippe Petit）在此表演高空走鋼索一舉成名。1975年2月13日世界贸易中心发生火灾。1993年2月26日世界贸易中心被炸。1998年港務局决定將世界贸易中心私有化，把它租给私有企业管理。2001年7月拉里·希尔弗斯坦成为世界贸易中心的承租者。
9/11委员会官方报告称2001年9月11日晨，在一次有组织的恐怖袭击事件中，基地组织成员劫持美國航空11號班機及聯合航空175號班機分别撞入世界贸易中心的南北两棟大樓。二号大楼（南塔）在燃烧56分钟后倒塌。半小时后一号大楼（北塔）也倒塌。这次袭击共造成2996人死亡。（部分人并不认同9/11委员会的报告，见911阴谋论）
当日后来7号楼也倒塌。其它楼虽然没有倒塌但是由于创伤严重，无法修理而拆除。世界贸易中心原址的清拆工作持续了八个月。原址上重建的第一座楼是7号楼，于2006年5月启用。具有公益性質的曼哈顿下城发展公司于2001年11月成立，监督重建过程，组织投标选择建筑和纪念馆的设计。丹尼尔·里伯斯金设计的「紀念之基」當选为基本方案，其中包括一座541米高的新一號樓、三座沿教堂街的办公楼、以及麥可·艾拉德设计的纪念馆。

## 原有建筑

### 设计和建造

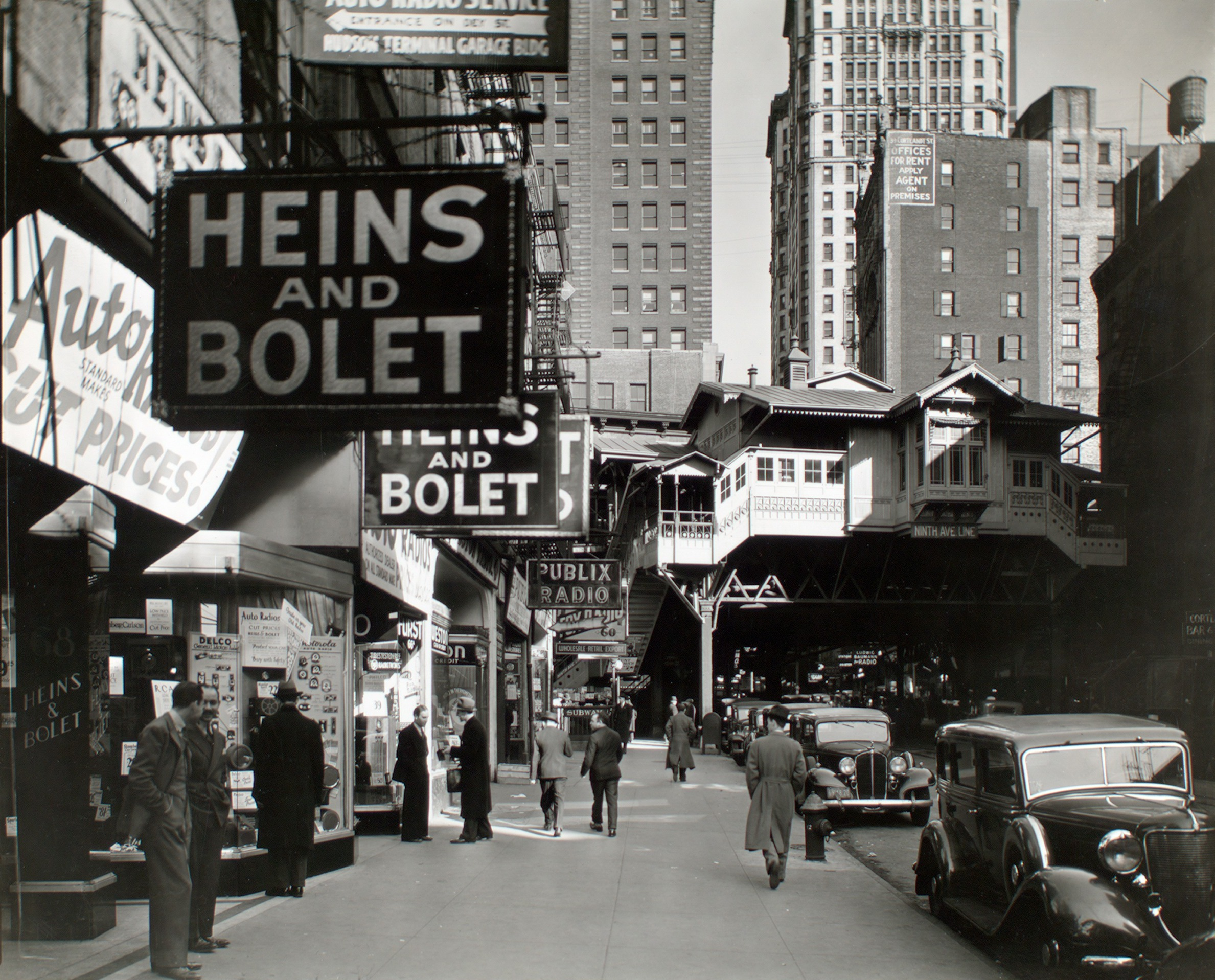
广播街，后面是原科特兰街车站，由美国女摄影师贝伦妮丝·雅培拍摄。这段街道被收买和拆除，攝於1936年。

在纽约市建造世界贸易中心的想法最早是在1943年就已经有人提出了。纽约州议会在当年通过了一部法案授命州长托马斯·杜威开始设计方案。但是这个计划一直到1949年才开始运行。在1940年代后期和1950年代里纽约的经济发展集中在曼哈頓中城，下城则被忽略。为了刺激市區更新大卫·洛克菲勒建议港務局在下城建造世界贸易中心。
1961年发表的最早的计划打算把世界贸易中心建造在東河边。由于港務局是一个律属于两个州的机构，它的新项目决定需要纽约州和新泽西州两个州的州长批准。新泽西州州长罗伯特·B·梅奈尔反对纽约获得这个3.35亿美元的项目。至1961年末，双方的协商陷入僵局。
就在同一时期，由于在哈德遜河上新的汽车隧道和桥梁开通，哈德遜河捷運的乘客从1927年的1.13亿人骤降到1958年的2600万人。1961年12月当时的港務局局长与新当选的新泽西州州长理查·约瑟夫·休斯会晤，并建议接纳哈德遜河捷運。管理局还决定把世界贸易中心移动到曼哈顿下城西侧的哈得遜終站，这样对从新泽西使用捷运上下班的人比较方便。通过这两个措施新泽西州统一支持世界贸易中心项目。當時的纽约市长约翰·林德塞和纽约市议会也需要批准。与市政府之间的分歧主要在于税务问题。1966年8月3日港務局与市政府达成协议管理局将为世界贸易中心租给私有企业的部分的收入向市政府提交年度的税务费用。随物業稅的增长这个费用也将提高。

#### 建筑设计
1962年9月20日港務局宣布山崎實为主建筑师。山崎實的设计包括双子塔，他的原设计中两座塔分别80层高。港務局要求建筑的总办公面积为一千万平方米，为了满足这个要求塔高必须达110层。

世界贸易中心高楼内的典型平面图

最主要的限制建筑高度的因素是升降机的数量。楼越高，升降机的数量也越需要多，来为楼里的人提供服务，那么升降机占用的面积也就越大。山崎實和他的工程师决定使用一个新的两级电梯的系统。在这个系统中有两个专门用来换电梯的空中大廳。在这两个层楼里人们可以从大面积的高速电梯里换到區間电梯里去。这些區間电梯仅服务局部层楼数。这样多个區間电梯可以放在同一个电梯管道里。这两組空中大廳分别位于两座高楼的第44和78层。它们保障楼内的电梯可以高效率使用，通过减少电梯管道的数量它们使得每层的可用面积从62%提高到75%。世界贸易中心总共有95座快速和局部电梯。这个系统是受到紐約地鐵的启发建立的。在纽约地铁系统中有快车站，在这些站上快车和慢车都停，而在慢车站上只有慢车停。
1964年1月18日山崎实向公众展示了他的设计。两座正方形高楼的每边长为64米。办公楼的窗很窄，只有46厘米，这反映了山崎实本人的懼高症和他希望楼内的人有足够的安全感的愿望。建筑的表面覆盖有铝合金。世界贸易中心是美国建筑中反映出勒·柯布西耶的建筑道德观最典型的建筑物，它也反映出山崎实现代主义的趋势。
除双子塔外世界贸易中心的设计还包括其它四座低層建筑，这些建筑在1970年代初建成。1980年代里47层高的7号楼增設在整个建筑群的北面。整个世界贸易中心建筑群占地6.5万平方米。

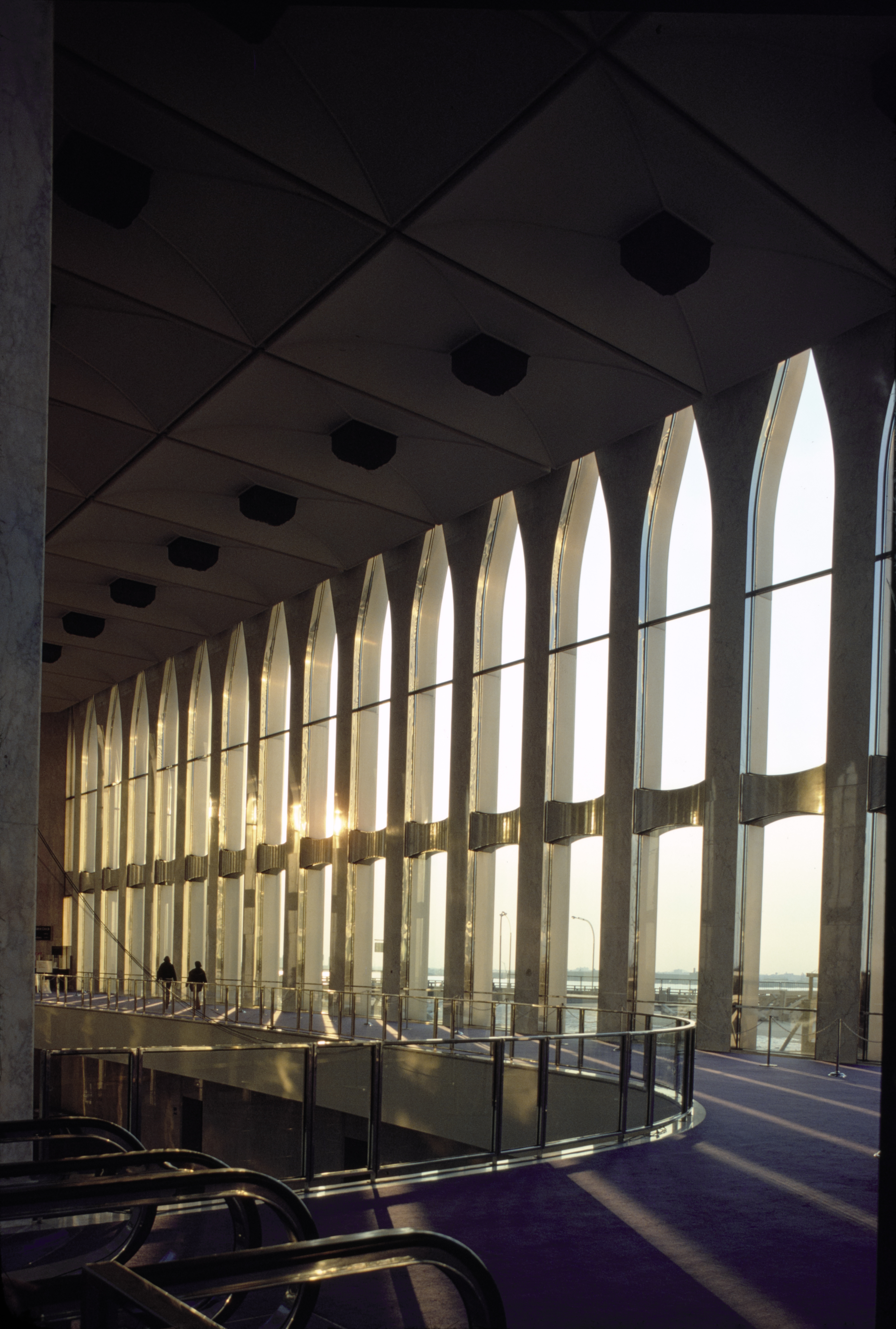
世界貿易中心大廳內部，設有大型大教堂式拱形窗戶
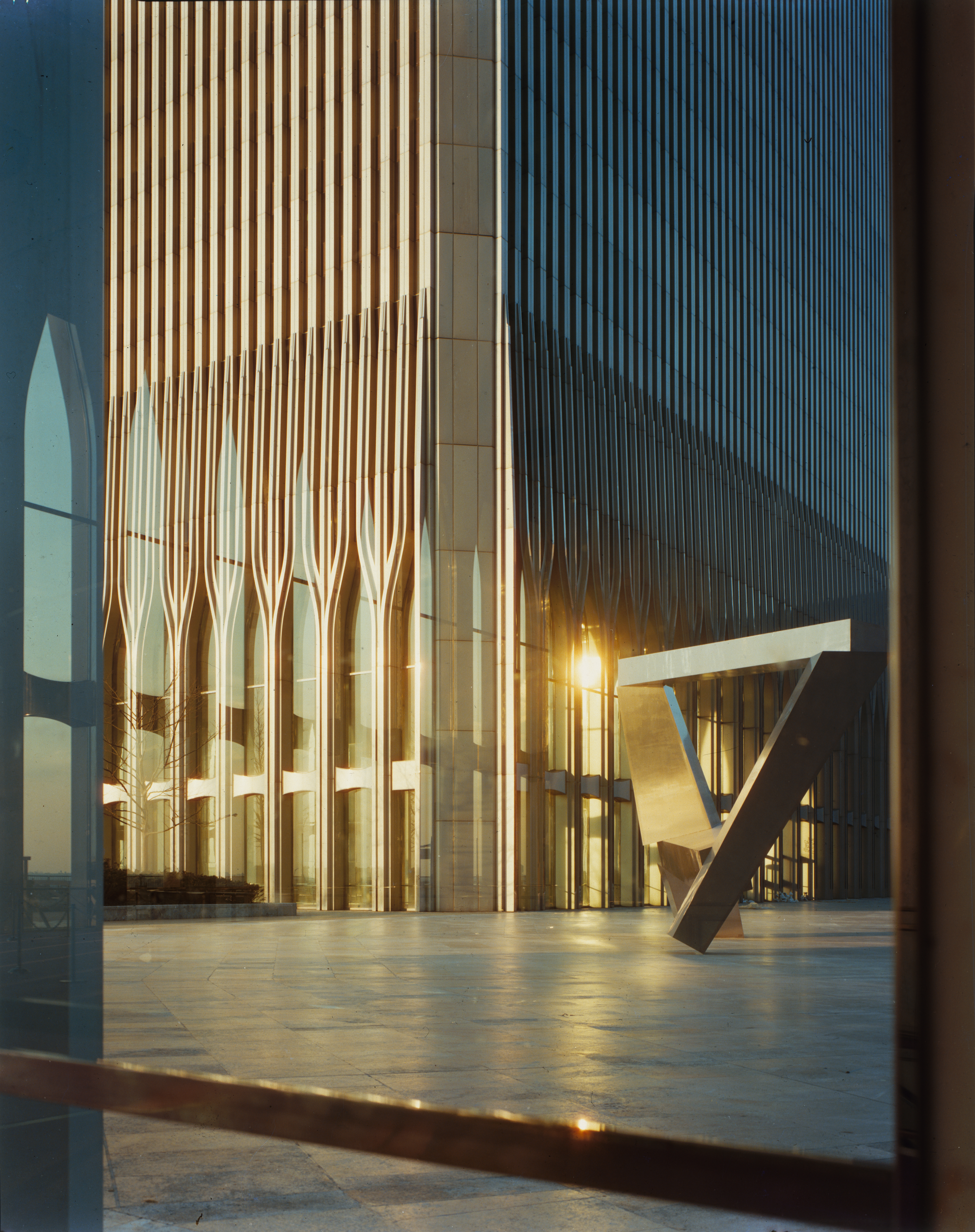
外部入口的三叉戟柱與表意文字雕塑
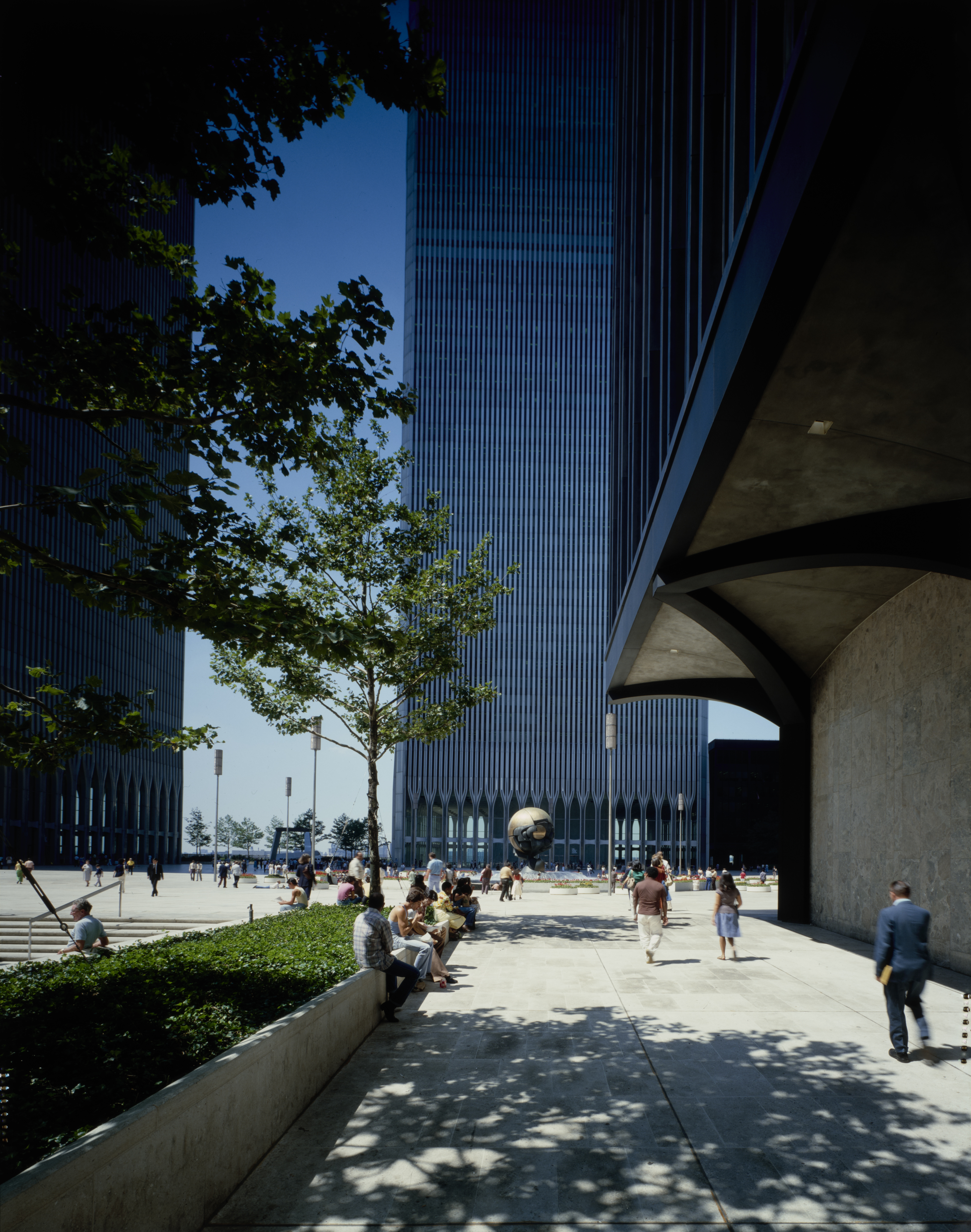
從廣場看的外景
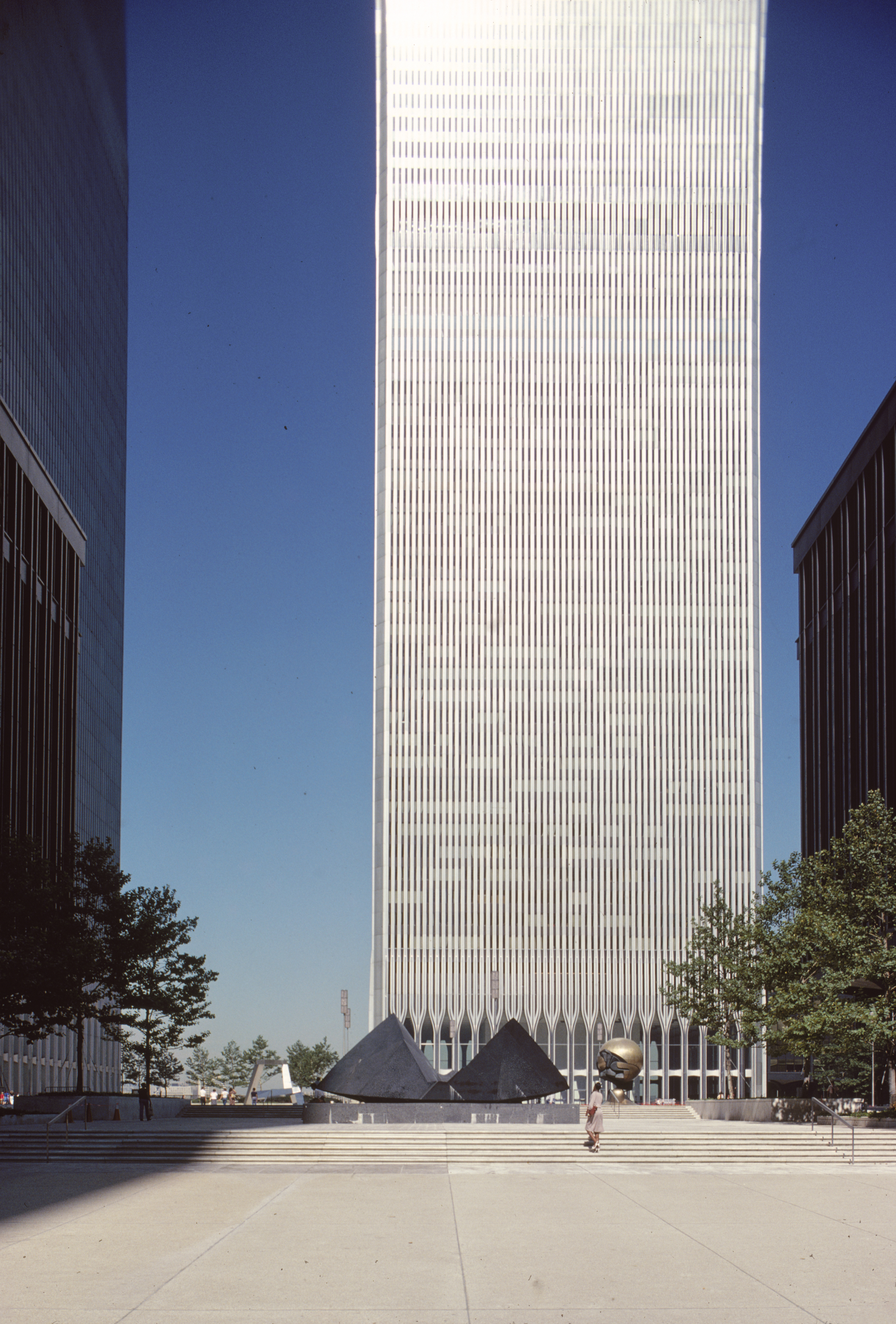
外部景觀，前面是雲堡雕塑

#### 结构设计

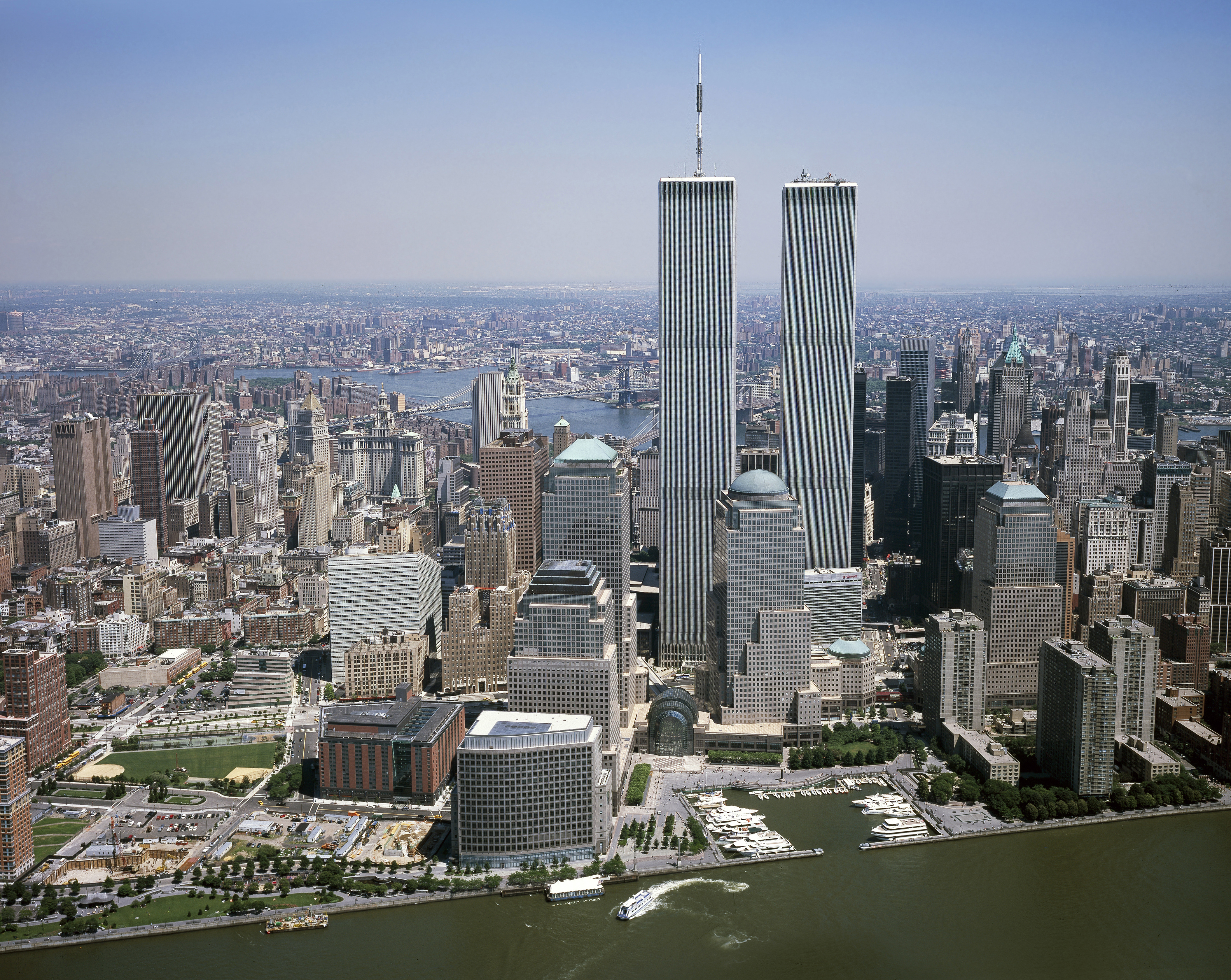
九一一事件前的世界贸易中心。位於河濱處的砲台公園城是利用世界贸易中心挖掘地基產生的土壤所填海建造

在结构上人们使用了管状结构来实现山崎实的建筑设计。作为一个跨州机构，港務局不受纽约市管理和当地法律的限制，其中包括建筑标准。但是实际上世界贸易中心的建筑工程师是按照1968年新起草的建筑标准行事的。法茨拉·卡恩发明的管状结构比把支柱分布在建筑物内的传统设计允许更开放的层楼设计。世界贸易中心的外围使用高强度，密集分布的钢柱形成一个强固的外墙结构，它实际上抵住了所有的横向力，如风力等。它与中央支柱一起承受所有的重力。塔的每边有59个这样的钢柱。在建造的时候事先建造了由三个钢柱组成的，三层楼高的外墙。这些外墙结构由拱肩连接在一起。拱肩在生产外墙结构的工厂里就已经焊在结构上了。相邻的结构铆在一起。每层都有拱间，它们相互之间传递剪應力，这样它们可以一起承受横向力。另外相邻的结构互相之间是纵向错开的，因此相邻的结构不是在同一层与纵向的结构相连。
塔的核心里有电梯管道、设备管道、休息室、三座楼梯和其它辅助空间。这个核心是一个大约27米宽、41米长的长方形。它们含有从地基一直通到塔顶的47座钢柱。从塔边到核心的空间由事先在工厂里建造好的层楼地面连结。这些层楼地板可以承受它们自己的重量以及其結構荷重，它们还为外墙提供横向稳定性，并在外墙与外墙之间分配风荷载。。它们由铺在钢板上的10厘米厚的轻水泥板组成。网状的轻桁架和主桁架支持地板。桁架相错互相连结。它们与外墙的拱间以及与核心的钢柱焊在一起。地板与外墙的拱间通过粘弹阻尼器连在一起，这样来使得建筑内的人不会感觉到震动。
从107层到楼顶的桁架是用来支撑每幢楼上高大的通讯天线的。但是实际上只有北塔于1978年装了天线。这个桁架系统由六个沿核心长轴和四个沿核心短轴的桁架组成。它可以把重量分散给中心支柱和周边支柱，并可以支撑天线。
这个使用核心和周边涂有防火材料的钢柱的管状结构形成了一个比较轻的结构，与传统结构（比如帝国大厦厚重的石墙和防火钢结构）相比它可以在风里摇摆。在设计时进行的风洞试验帮助设计计算世界贸易中心可以抵挡的风力，后来建筑也的确抵挡了这样的风力。楼里的人可以舒适地承受多么大的摇摆也是通过实验确定的，但是在实际上许多人有晕船感。粘弹阻尼器吸收了部分摇摆。

#### 建造
1965年3月港務局开始收购世界贸易中心工地地区的地产。1966年3月21日开始拆除。为了建造世界贸易中心共拆除了13个建筑低矮的街区。1966年8月5日开始破土动工。
世界贸易中心所在的位置上是淤泥，石床位于20米深的位置。在建造世界贸易中心的时候首先要挖一个坑，尤其沿着西边街道的坑墙必须是泥浆护壁，以防哈德逊河的水进入坑内。港務局总工程师选择的方法是挖一道沟，随着沟的挖掘在里面填入膨润土和水的混合来把地下水排挤出去。沟挖好后向内插入一个钢筋笼，然后向内填水泥，把膨润土和水排挤出去。建造这道泥浆护壁一共用了14个月的时间。在此之前地基的坑无法挖掘。地基的坑共挖掘出来91.7万立方米的泥土，它们被用来填在西边的河岸上，形成了今天的砲台公園城。
1967年1月港務局与多个钢铁公司签署了总共7400万美元的合同。1967年2月鐵獅門建筑开发公司被委托总监工程。1968年8月北塔的建筑开始，1969年1月南塔的建筑开始。至1971年为止原来的地铁和铁路哈德逊管道以及哈德逊终点站继续使用，此后新车站启用。
1号楼（北塔）的盖顶仪式于1970年12月23日举行，2号楼（南塔）的盖顶仪式于1971年7月19日举行。1970年12月北塔的第一批租户移入，南塔的第一批租户是1972年1月搬进的。双楼完成时港務局的总支出为九亿美元。剪彩仪式于1973年4月4日举行。

#### 批评
建造世界贸易中心的计划有争议。在这里本来有上百商店和工业企业以及地产商和小企业以及约100名居民，他们大多数强烈反对被强制移居。一群小企业要求法院发布禁制令禁止港務局徵收。他们一直上诉到了美国最高法院，但是最高法院拒绝接受这起诉讼。
私有房产商以及纽约房产商委员会对这么多“受资助”的办公面积上市表示担忧，尤其是因为在市场上已经有许多空的办公室了。其他人怀疑港務局是否应该承担一個有“错误的社会优先”之稱的项目。
美國建築師學會批评世界贸易中心设计的美观。劉易斯·芒福德批评这个项目和其他新摩天大楼“仅仅是玻璃和钢筋组成的格子”。许多人不喜欢双楼只有46厘米宽的狭窄窗户，因为它们阻碍视线。
世界贸易中心的“超级街区”取代了当地原来传统、密集的街巷，一些批评家认为这造成了一个很不好客的环境，破坏了曼哈顿典型的复杂交通网络。比如芒福德称世界贸易中心是一个“无意义的巨人症和把所有大城市的组织剔骨的技术表现主义的榜样。”
许多年里一楼巨大的大厅里常常冷风嗖嗖。1999年经过1200万美元的修新它重新开放，原来的大理石地板改为灰色和粉色的花岗岩地板，另外里面增添了新的座椅、花木、饭店、小食店等等。

### 建筑群

#### 南北双塔

世貿中心倒塌前的建築配置圖

1980年代7号楼建成后世界贸易中心共有七座建筑物，占地6.5万平方米，其中最显眼的是那两座110层、410米高的主楼，主楼占整个建筑群面积的十六分之一。1973年在一次记者招待会会上有人问山崎实：“为什么两座110层的建筑，为什么不是一座220层的建筑？”山崎实的回答是：“我不想太狂妄。”
1972年建成后世界贸易中心1号楼（北塔）在此后两年里超过了此前40年为世界最高楼的帝国大厦成为世界最高楼。它的楼体高417米，1978年装上的通讯天线高110米。加上这个天线它的最高点达527米。1973年完工时2号楼（南塔）成为世界上第二高楼。南塔楼顶的观望台高415米，楼内的观望台高400米。世界贸易中心仅仅很短期地占有世界最高楼的称号：1973年5月芝加哥的威利斯大廈完工，它的楼顶达440米。不过在它存在的时间里世界贸易中心的双塔始终是世界上楼层最多的建筑物（110层）。这个数目一直到2010年才被哈里發塔超过。
在这110层楼中有八层樓作為機房層使用。它们分别位于第7、第8、第41、第42、第75、第76和第108、第109层。它们分别为两层楼高，等距分布在建筑物内。其它层楼则是办公室。每层楼有3700平方米的使用面积。两幢楼总共有实用面积35万平方米。
一开始世界贸易中心计划是专门租给直接参加“世界贸易”的公司和组织的，但是它未能吸引足够的顾客。在早年里许多政府组织成为世界贸易中心的关键房客，包括纽约州州政府。直到1980年代纽约市的经济状况改善，许多公司成为其房客，它们大多数是与华尔街有关的金融公司。在1990年代里约500家公司在这两幢大楼里有办公室，其中包括许多金融公司如摩根士丹利、怡安集团、所罗门兄弟和港務局。建達公司的总部位于北塔内。紐約與新澤西港務局的总部也在这里。
世界贸易中心的电是联合爱迪生公司通过13800伏高压线送入的，它首先经过世界贸易中心的初级分配中心送入建筑的核心，从那里传到各技术服务层的次级变电站。这些变电站把13800伏的电降低到480/277伏的二级电压，然后再降到120/280伏作为电力和照明使用。在地窖里以及在5号楼的顶层还有应急发电机。
在1号楼（北塔）的第110层里有电台和电视发送装置，在它的頂部有一个巨大的发送天线阵，其中包括一根110米高的中心天线杆。1999年这个电台新修来使得它可以发送数字电视。中心天线杆发送几乎所有纽约市的电视台信号以及四个电台的信号。控制去屋顶的路的是位于2号楼B1层的世界贸易中心操纵控制中心。

#### 觀景台
在世界贸易中心大多数不供公众参观的樓層中，南塔第107层和110层分別向公眾開放其室内觀景台室外觀景台。1993年世界贸易中心受炸弹袭击后，来访者需要通过安全检查才能上去。他们首先达到的是位于400米高处、107层的室内观光台。1995年港務局修新了这座观光台并把它租给了一家私有公司营业。該觀景台開放時間，在每年6月至8月間的每日上午9時30分開放至晚間23時30分，9月至翌年5月間的開放時間不變，收班時間則縮短為晚間21時30分，游客在这里还可以坐在模拟劇院的虛擬直升机裡观看纽约市，並提供遊客閱覽曼哈頓750棟建築的模型。另外这层楼上还有两座餐厅、日落雞尾酒，以及禮品店。假如天气好的话游客可以乘坐两座电梯到420米高处、110层上的一座室外观光台上去。在空气清朗的情况下一个人可以看到80公里外。楼顶上有一道防自杀网，观光台本身在这道网的后面和上面。观光台本身只有一道普通的栏杆，所以没有任何遮挡视线的东西。

#### 世界之窗餐廳
在北塔的第106层和107层有一座名为“世界之窗”的餐廳，1976年开業。該店的投资为1700万美元。除主餐廳外它在北塔的楼顶还有两个小分店。1993年炸弹袭击后饭店暫時歇業。1996年重开。2000年是它最后一年全年營業，其报告稱共周转3700万美元，使它成为美国周转量最高的餐館。

#### 其它建筑物

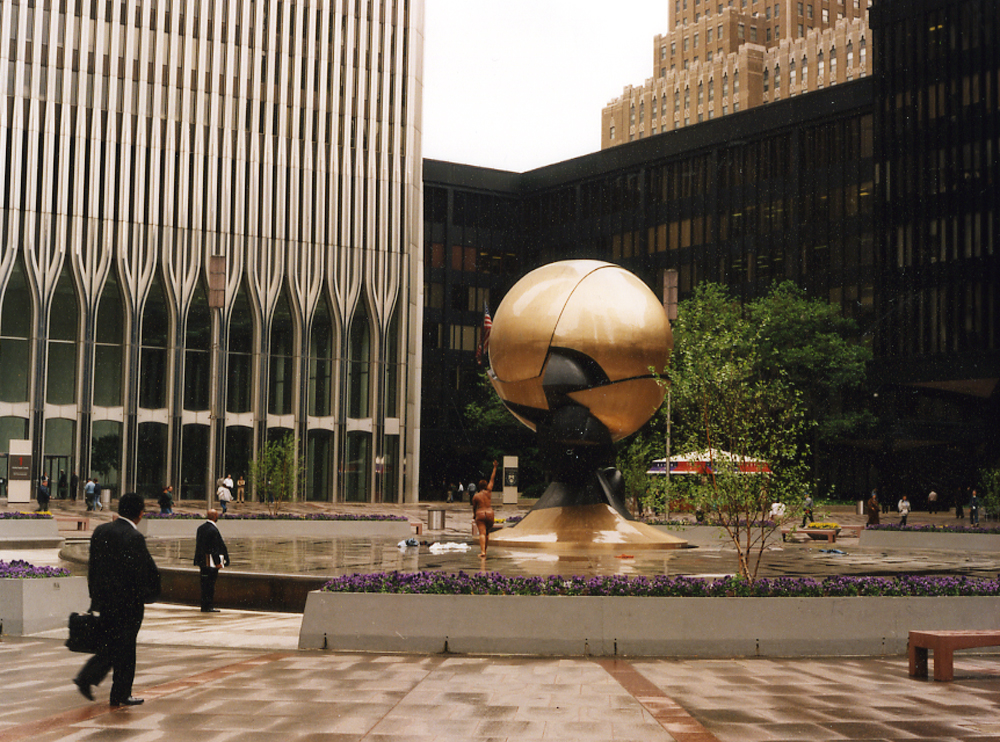
世界貿易中心建築群中央的奧斯丁·托賓廣場（Austin J. Tobin Plaza）

在世界贸易中心占地6.5万平方米的園區上还有五座較小的建筑，圍繞著紀念前紐約港務局執行董事奧斯丁·托賓為名的托賓廣場（Austin J. Tobin Plaza）分布，該廣場於春季至秋季間可提供大樓用戶觀看免費公演活動。世貿中心3號大樓是一座22层的旅店。1981年开放时为维斯塔旅店，1995年变成万豪旅店。該楼位于園區的西南角。4号、5号和6号大楼都比较低，而且也是正方形的。6号大楼位于西北角，美國海關總署（現美國海關及邊境保衛局）和美国商品交易所位于这幢楼內。5号大楼位于东北角，過哈德遜河捷運站位於其下方，4号大楼位于东南角。1987年47层高的7号大楼沿園區的北边建成。在世界贸易中心的地下有一购物中心，它与地铁和過哈德遜河捷運相连。
在世界贸易中心有世界上最大的金储藏之一。这些储藏是一组商业银行的。1993年的炸弹袭击就在金库附近爆炸。911袭击七个星期后价值共2.3亿美元的贵金属从4号楼下的金库中移出，其中包括3800锭100特洛伊盎司金砖和三万锭1000盎司银砖。

### 日常运作
在平常工作日，约5万人在世贸中心里工作，并有超过20万名游客出入双塔。約有來自全世界25個國家的400間企業在紐約世貿中心設有代表處。由于人流数目巨大，世贸中心甚至有自己的邮政编码：10048。从南塔的观景台及北塔的餐館可以飽览整个纽约的景色。作为纽约的地标，双塔因而大量展现於电影电视、明信片、商品、杂志，全球闻名，与帝国大厦、克萊斯勒大廈和自由女神像齐名。
除了1974年在雙塔頂樓完成走鋼索表演的菲利普·珀蒂外，另有兩人在世貿中心進行了高空特技活動。1977年5月26日，喬治·威利格運用吸盤沿著南塔東北面的外牆爬至頂樓的觀景台。1983年亡兵紀念日，丹‧古德溫成功沿外牆爬上北塔。他的这次行动的目的在于指出要营救高楼上层的受困人員是不可能的。
1995年世界国际象棋冠军赛在南塔的第107层举行。1998年一名黑社会成员获得了世界贸易中心的维护权限，他雇用了三个同伙把传递给世界贸易中心第11层楼的200万美元盗走。

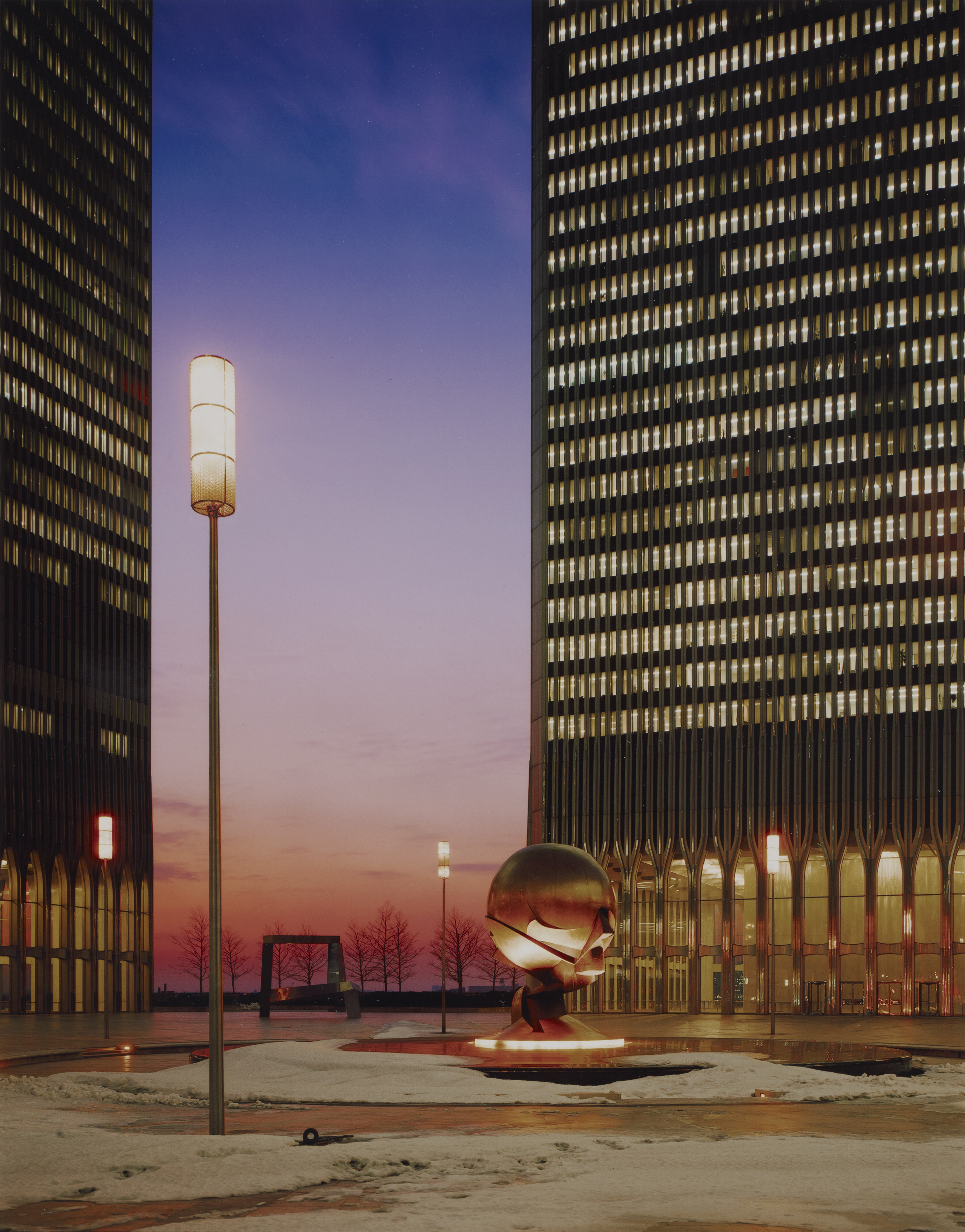
1976年的世界貿易中心廣場和德國藝術家弗利茲·克尼革（英语：Fritz Koenig）設計的《天球》
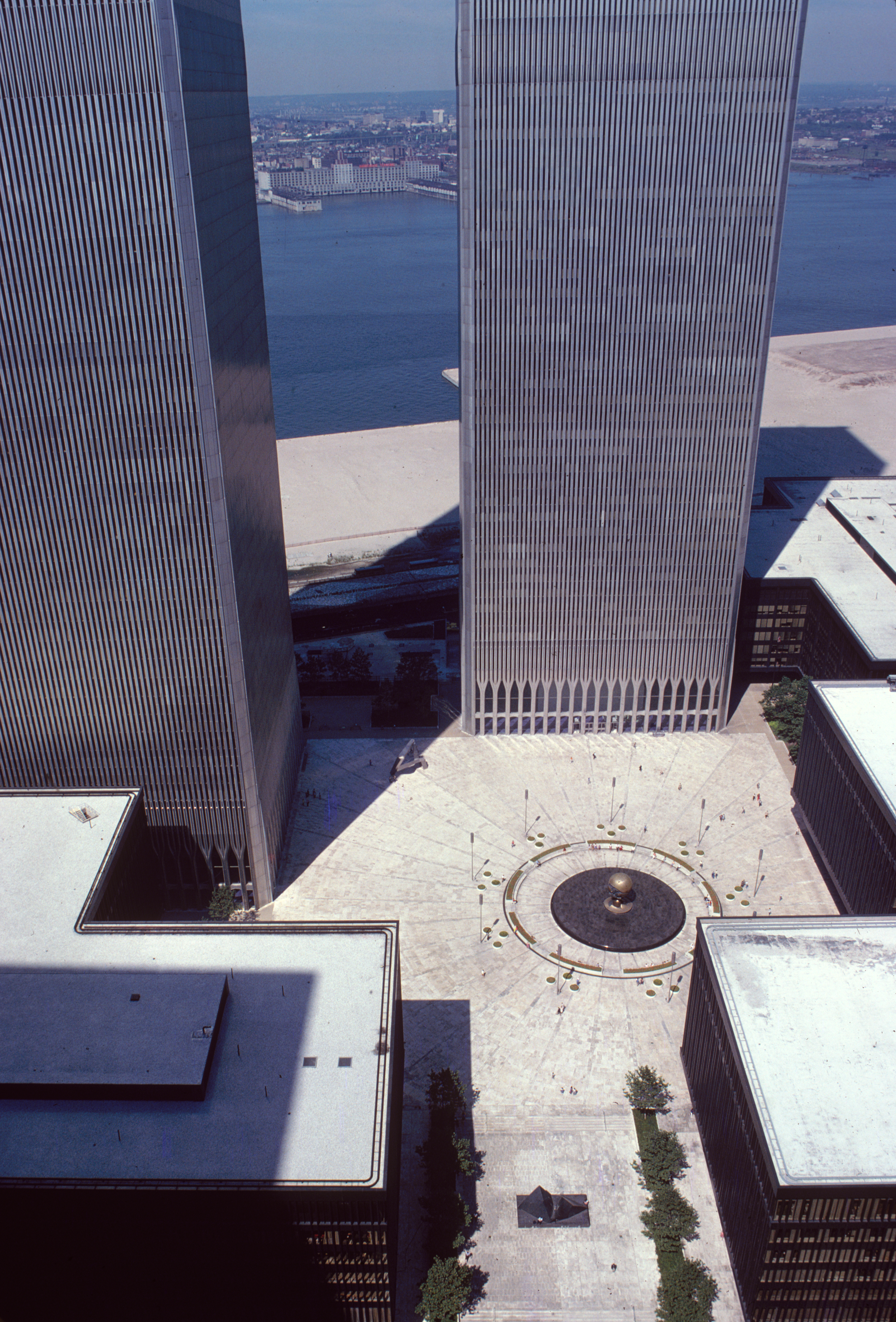
1976年的世界貿易中心廣場
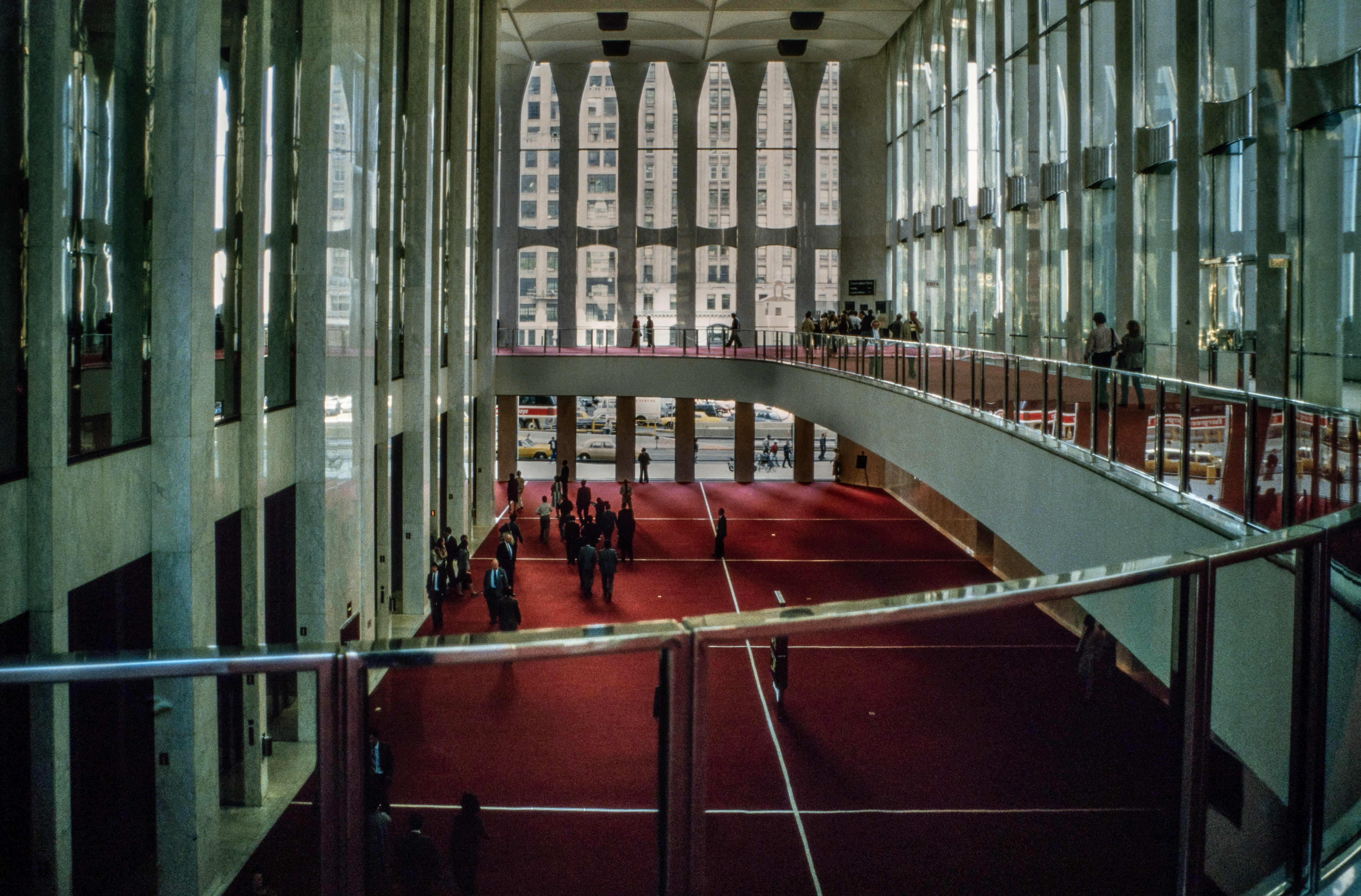
1983年的2號樓大廳內部
1995年的世界貿易中心

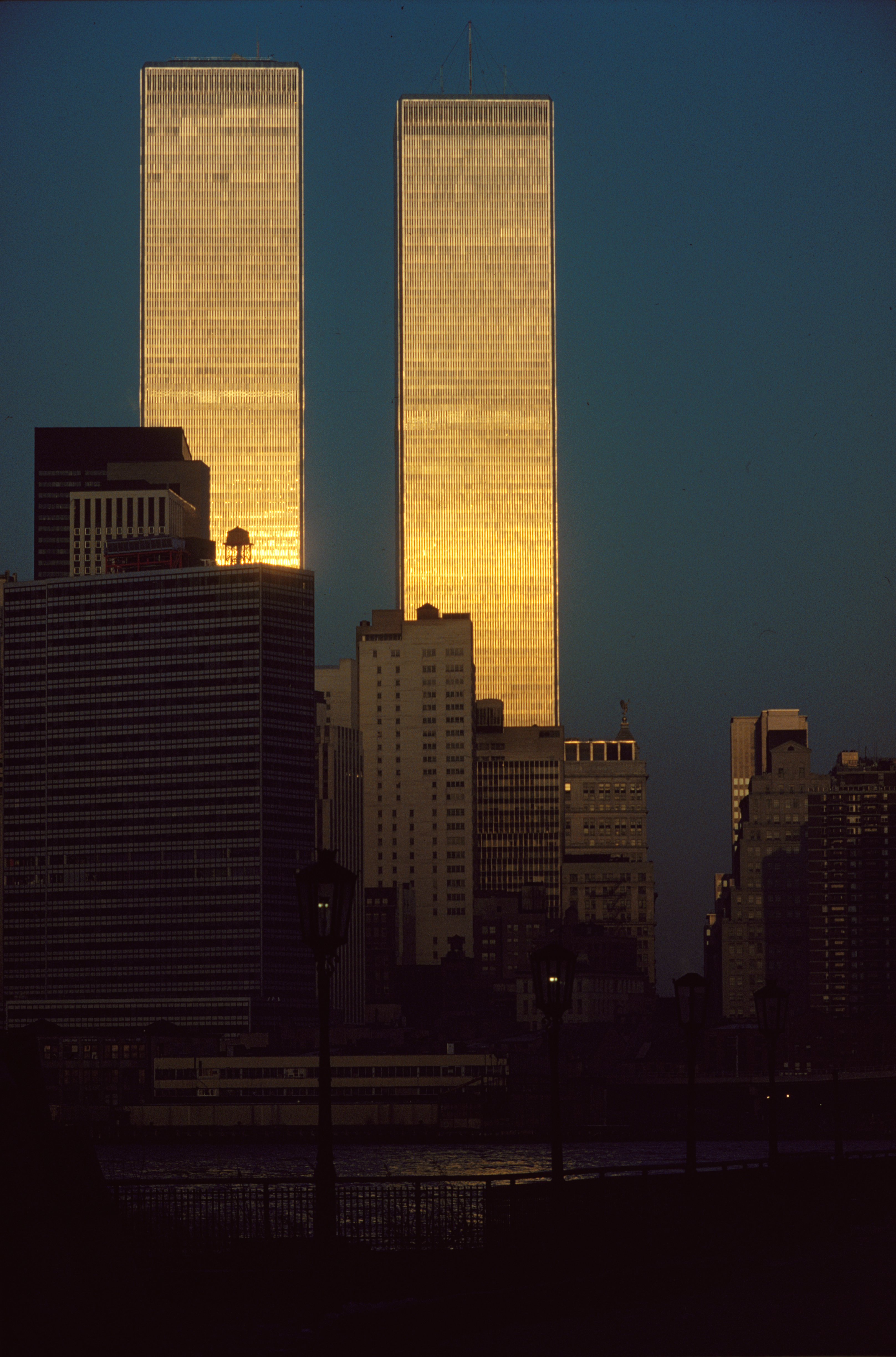
1976年的世界貿易中心
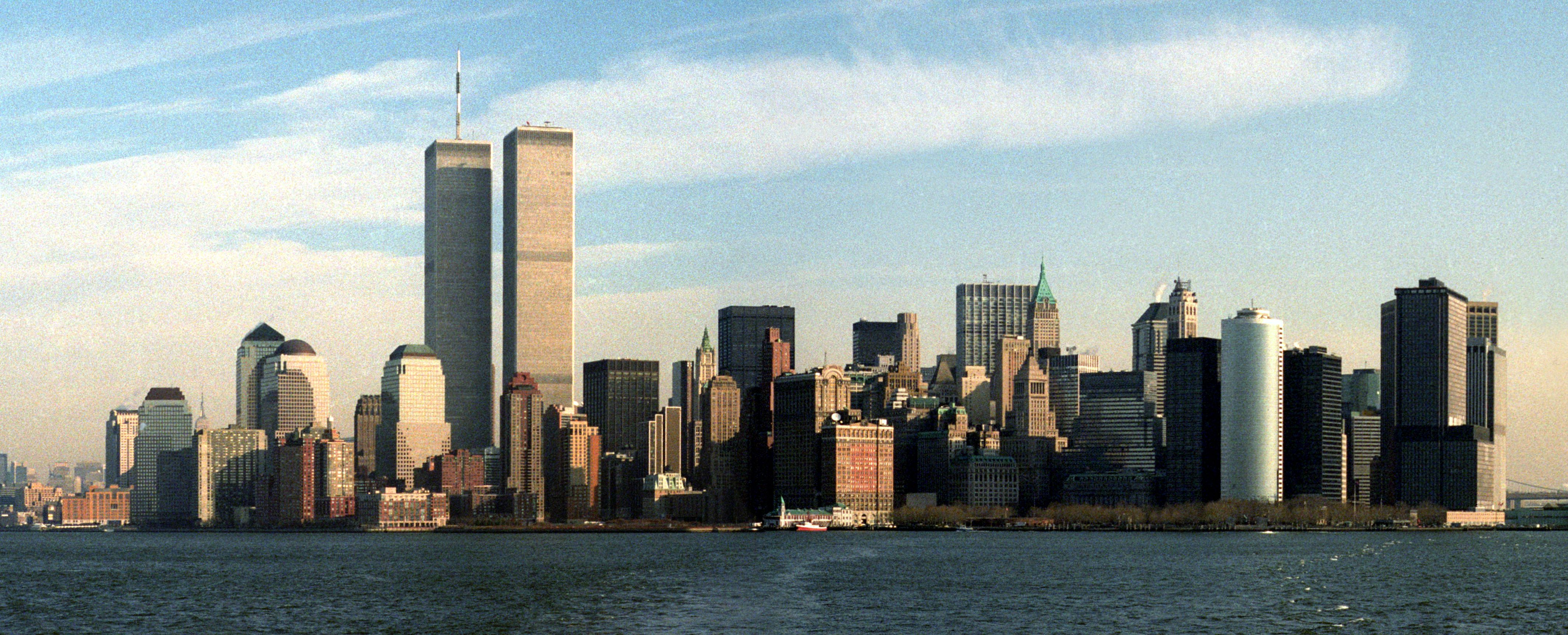
1991年的世界貿易中心
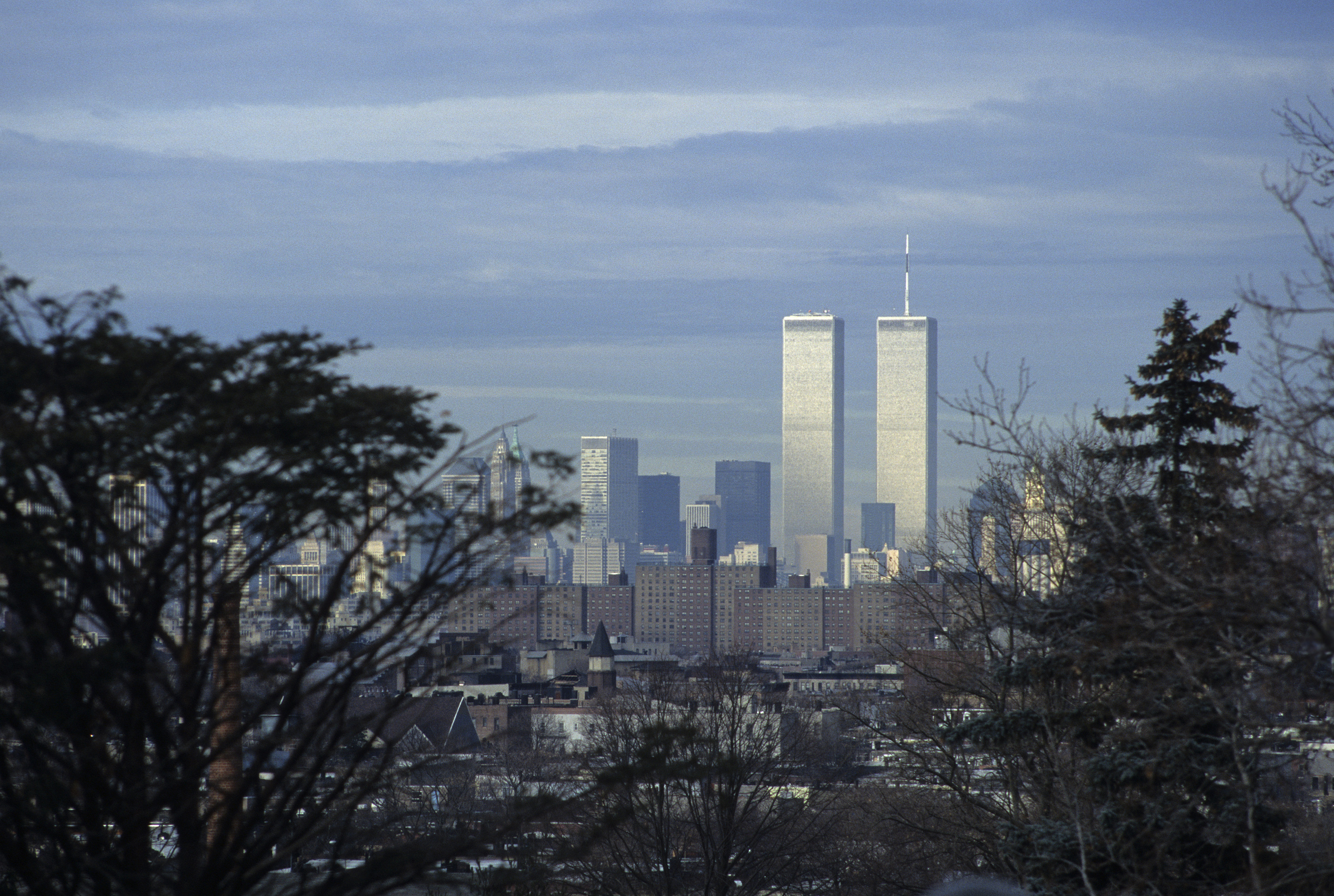
1997年的世界貿易中心
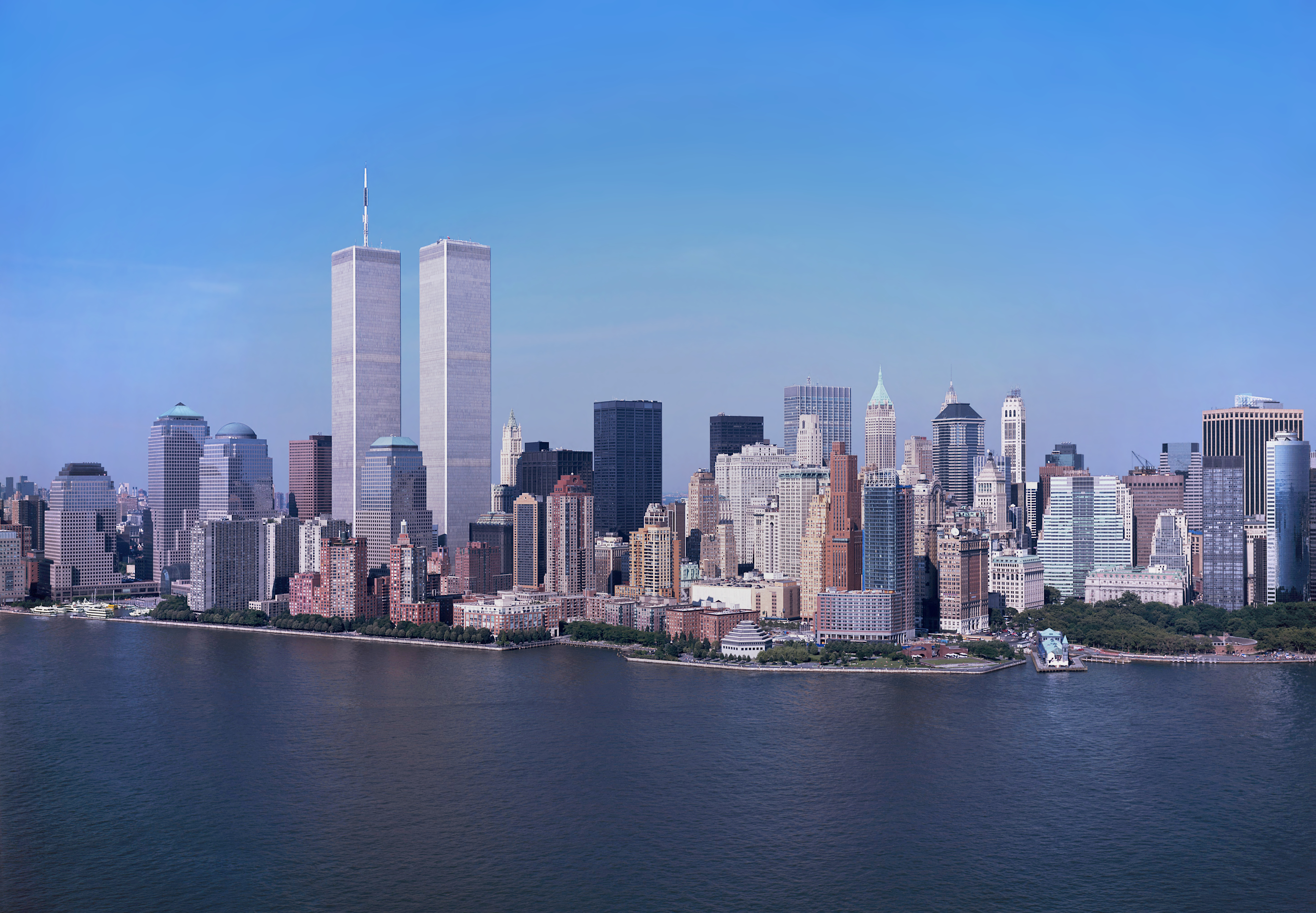
2001年7月的世界貿易中心

## 重大事件

### 1975年2月13日失火
1975年2月13日北塔第11层发生三级失火。通过楼的核心火点燃了一道纵向工具管道裡的电话线绝缘，蔓延到第九层和第14层。在这些层裡火几乎立刻被扑灭。火源在数小时内被扑灭。损失最严重的是第11层，因为里面的小格里盛有纸、办公室及其维护用的含酒精的液体和其它办公室用具。防火层保护了钢没有受损，楼没有蒙受结构破坏。此外，还有一些下方的楼层因灭火所用的水而受到损害。当时世界贸易中心还没有自动喷水灭火系统。

### 1993年2月26日炸弹袭击

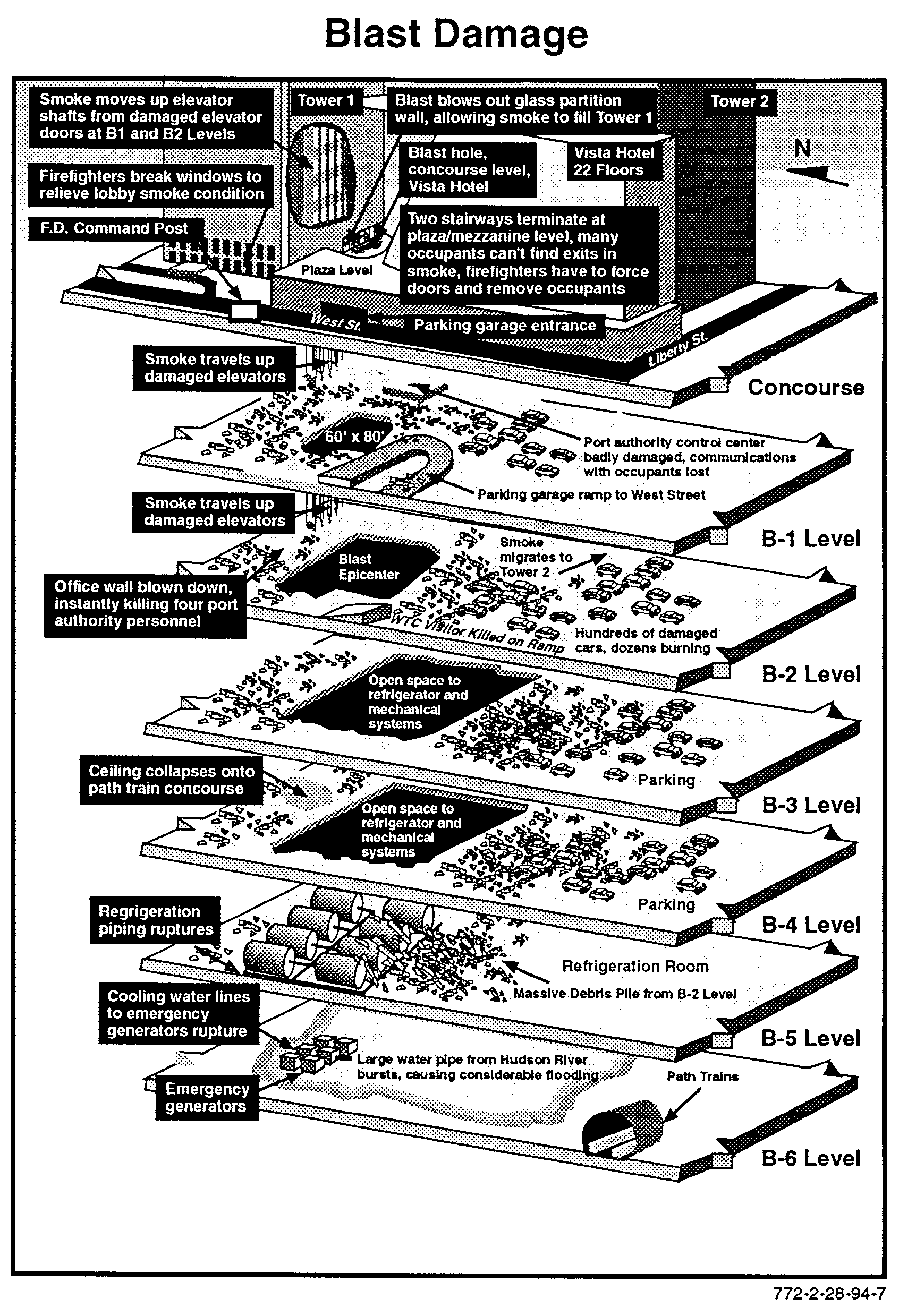
1993年炸弹袭击破坏示图

1993年2月26日12:17分一辆由拉姆齐·优素福停在北塔地下停车场上的小卡车爆炸，车内共有680千克炸药。爆炸造成了一个串通地下五个层楼的30米宽的洞，其中B1和B2层的破坏最大，B3层也蒙受了重大结构破坏。六人丧生，在上面110层中五万人受惊。北塔裡许多人被迫走没有紧急照明的楼梯下楼。有些人用了两个多小时的时间才到达安全地带。
炸弹爆炸后优素福逃往巴基斯坦，但是于1995年2月在伊斯兰堡被捕，并被引渡回美国受审。1996年奥马尔·阿布达尔·拉曼被判参与这起爆炸事件以及其它阴谋而有罪。1997年11月优素福和伊雅德·艾莫尔被判有罪。這些恐怖份子都被判處240年的徒刑（由於人類史上沒有人能活逾200歲，故無疑是等同終身監禁）。1994年5月另外四人被判参与爆炸案有罪。根据法官判断他们的目的在于炸倒北塔，让它倾倒撞在南塔里，把两幢楼都摧毁。
炸弹爆炸后受災樓層必須修復，来保障它们给支柱提供的结构支持。由于没有层楼地板提供的横向支持泥浆护壁，而有被哈德逊河水压破坏的危险。此外地下B5层里为整座建筑群提供冷气的冷冻装置被严重破坏。港務局在炸彈襲擊事後於楼梯里安装了光致发光标记。由于原来的重要电线受損，整个建筑群的火警装置必須更新。为了纪念袭击的牺牲者，建筑前修制了一座喷水池，里面刻有所有受难者的名字，但是911袭击中連帶摧毀了該座紀念處。罹難者名字将容纳在新纪念馆里。

### 2001年9月11日恐襲事件（被摧毁）

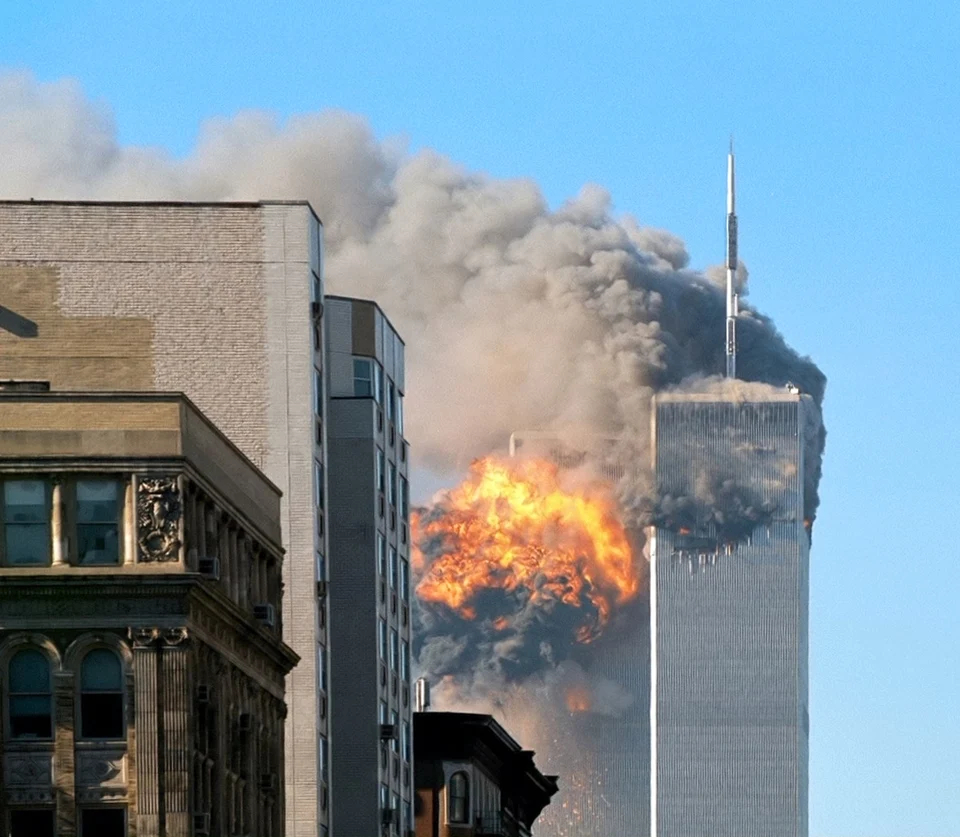
聯合航空175次班机撞入南塔

2001年9月11日恐怖分子劫持美國航空11號班機於上午8時46分（美國東岸時間）把它撞入北塔的北面。17分钟后，於上午9時03分（美國東岸時間），另一组恐怖分子劫持了聯合航空175號班機把它撞入南塔。北塔撞擊區以上樓層的1344人没有任何逃离的办法。175号班机的撞击比11号班机偏離中心，因此还有一座楼梯可以使用，但是在南塔倒塌之前只有数人得以从那里逃脱。虽然南塔被撞的层楼比北塔低，受影响的层楼数比北塔多，但是受困或者被撞击死亡的人数比北塔少，共少于700人。南塔在燃烧约56分钟后，於上午9時59分（美國東岸時間）倒塌。大火导致已经被飞机撞击削弱的钢铁结构崩壞。北塔在燃烧了约102分钟后於上午10時28分（美國東岸時間）倒塌。
下午5時20分（美國東岸時間）7号楼东部的顶楼开始崩塌，於下午5時21分（美國東岸時間）完全倒塌。倒塌的原因是火势失控导致结构崩溃。3号楼的萬豪酒店在双塔倒塌时被摧毁。剩下的三幢楼受倒塌碎片的打击破坏严重，最后被拆毁。自由街对面的德意志银行大厦因为内部毒气无法使用而被拆除，拆樓工程到2011年初才结束。百老汇西街30号的曼哈顿区学院礼堂也因遭破壞而不得不拆除。

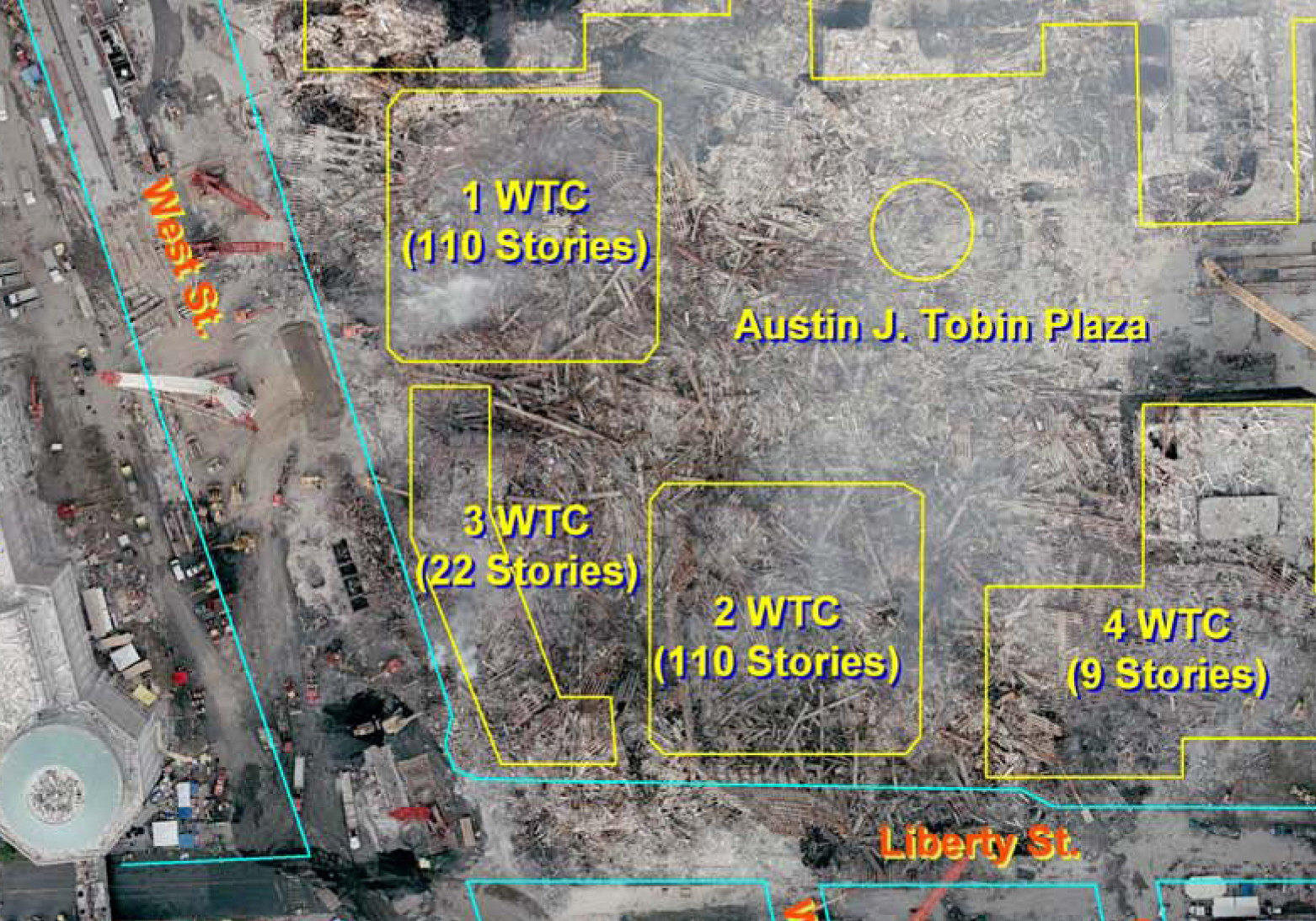
從原建築位置顯示的世界贸易中心遺址（以黃色框出）。

袭击后媒体报告怀疑上万人丧生，因为一般楼内有五万多人。最后证实袭击中共有2753人丧生（不包括劫机者）。2007年5月一名由于世界贸易中心倒塌而患肺病，五个月后死亡的病人也列入遇击的牺牲者名单。此外还有三人是后来列入蒙难者名单的，其中两人是因为楼倒塌时造成的灰尘的后遗症，分别于2008年和2010年12月死亡。位于北塔第101至105层的建達公司在袭击中丧失了658名职员，是所有樓內公司行號丧失职员人数最多者。美世集團的办公室在建達公司以下的第93至101层，丧失了295名志愿者，怡安集团丧失了175名志愿者。纽约市消防局丧失了343人，紐約與新澤西港務局丧失了84人，其中37人是港務局警員。纽约市警察丧失了23人。袭击发生十年后只有1629名蒙难者身分獲得證實。大楼倒塌时还在楼内的人当中只有20名倖存者獲救。

#### 出租
1998年港務局通过了把世界贸易中心私有化的计划。2001年港務局开始寻找愿意租世界贸易中心的私有公司。维那多信托公司、布鲁克菲尔德物业管理公司和波士顿物产联合以及希尔弗斯坦和西田集团联合分别投标。世界贸易中心私有化后其盈利可以纳入市的税收，为管理局的其它项目提供金费。2001年2月15日港務局宣布维纳多信托公司得标，为未来99年的租用出32.5亿美元租金。尽管希尔弗斯坦在他原本的价格上加了六亿美元到32.2亿美元维纳多信托公司还是比他高。但是维纳多坚持在最后一瞬更改合同，包括把租期缩短到39年。港務局觉得这个条件无法同意。维纳多因此退出招标，希尔弗斯坦于2001年4月26日得标。整个招标过程于2001年7月24日结束。

## 新建筑

世貿中心重建後的建築配置圖

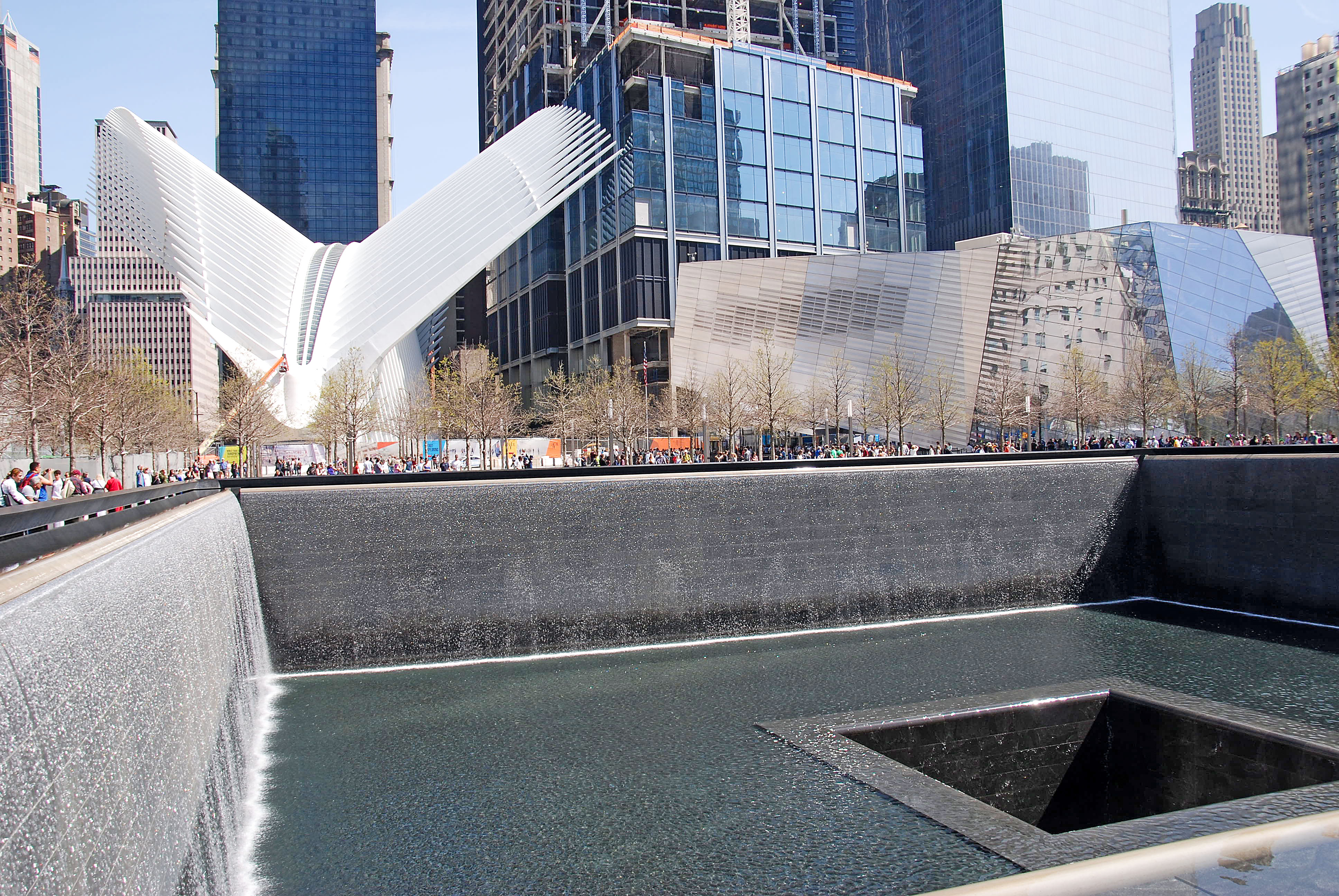
911事件紀念館的南池塘，即世貿二號樓原址。池塘後方左側鳥形建築為世貿中心轉運站，右側方形建築為紀念館主館。

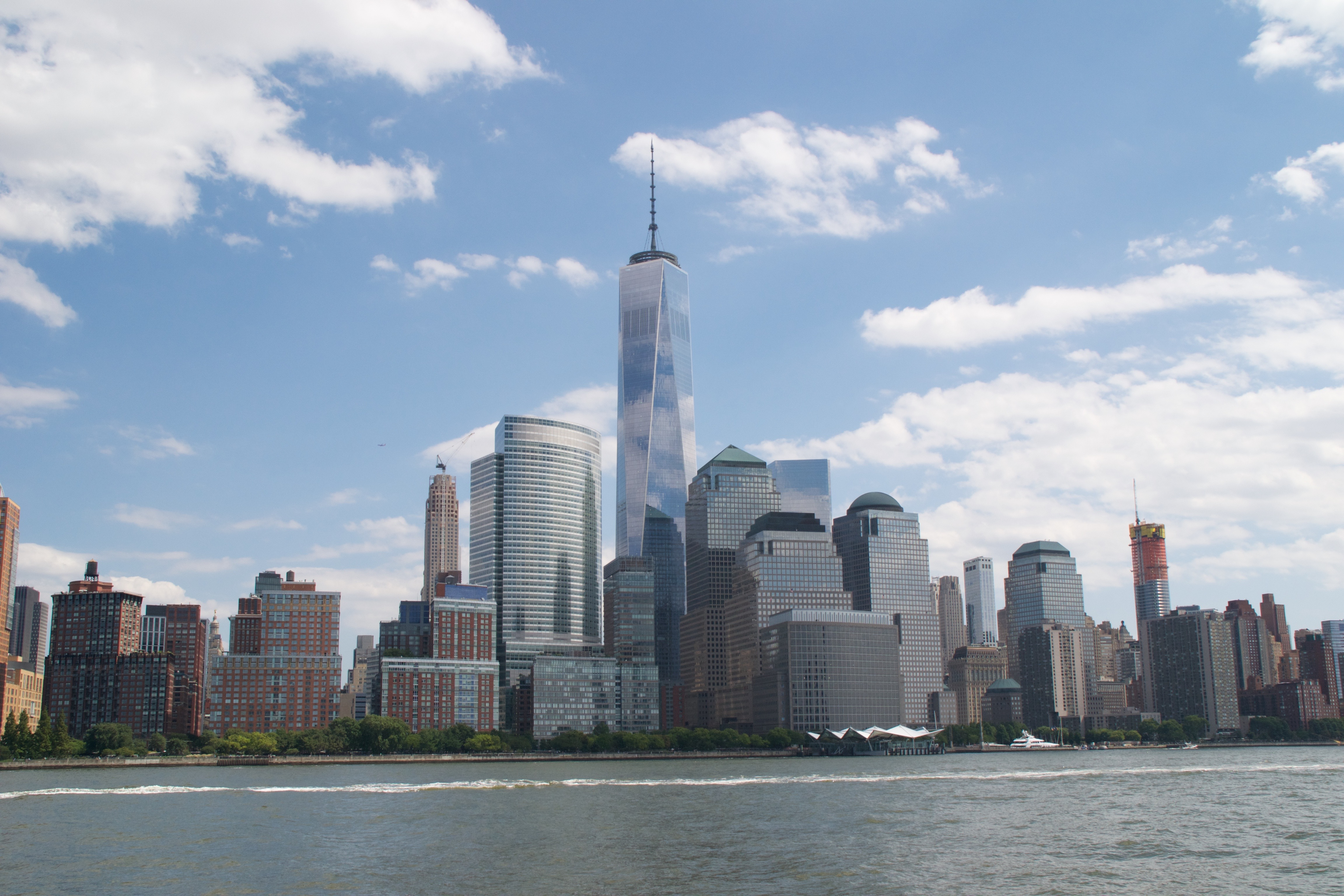
從澤西市隔哈德遜河遠眺重建後的世貿中心與曼哈頓下城的天際線。攝於2016年12月27日。

经过多年的延迟和争论世界贸易中心原址的重建已经开始。1号楼和4号楼于2013年建成使用，紀念館于2012年开放，地鐵站于2016年開放，3號樓於2018年完工，2號樓預計2022年開放。

### 历史
清理和修复工作首先进行了八个月，每天24小时。残骸从世界贸易中心原址运送到史泰登岛上并在那里進行清理。2002年5月30日举行了一个仪式，正式标志着清理工作结束。2002年一座新的7号楼在主世界贸易中心原址的北面动工。因为它不是原址总工程的一部分，因此拉里·希尔弗斯坦可以立刻开工，这幢楼于2006年5月完工和正式使用。它的下层里有重建的分电站，是保障曼哈顿下城电力的必要装置，因此它的重建有优先必要。虽然7号楼不是总工程计划的一部分，希尔弗斯坦同意它的建筑必须与总工程保持一致性。按照总工程计划原来被世界贸易中心挡住的街道应该重新开通。因此新的7号楼允许原7号楼所遮擋的街道的重新开通。2003年11月在原捷运站的地方开设了一座临时捷运站。它将由聖地牙哥·卡拉特拉瓦所设计的正式捷运站取代。
除希尔弗斯坦和港務局外还有许多方在世界贸易中心原址的部署上有参与权，其中包括纽约州州长乔治·保陶基。此外蒙难者家庭、附近的住户、市长迈克尔·布隆伯格和其他许多人也发言。2001年11月保陶基设立了曼哈顿下城开发公司作为监视重建过程的官方代表。曼哈顿下城开发公司发动比赛来收集可能的设计。丹尼尔·里伯斯金设计的回忆之基獲选为基本方案。这个计划包括一座541米高的世界貿易中心一號大樓、一座纪念馆以及其它办公建筑。2004年1月迈克尔·阿拉德设计的纪念馆雀屏中選。
2006年3月13日最后的残余完成清除，勘探工作开始。这标志着纪念馆的开建，虽然一些蒙难者家庭依然有意见。2006年4月港務局和拉里·希尔弗斯坦达成协议，希尔弗斯坦放弃建造1号和5号楼，换取使用自由公债建造2号、3号和4号楼的权利。2006年4月27日1号楼举行动工仪式。
2006年5月理查德·罗杰斯和槙文彥分别被任命为3号楼和4号楼的建筑师。2号楼、3号楼和4号楼的最终设计于2006年9月7日公布。2号楼的楼顶高度为382米，上面还有一个三角的顶，其总高度为410米。3号楼的楼顶高度为352米，其天线的高度达到383米。4号楼的总高度为288米。2007年6月22日港務局宣布摩根大通将在目前德意志银行大厦处建造5号楼。这些建筑在2013年初至2014年中完工。
2011年8月楼已经建到了80层，玻璃已经铺到了54层。4号楼建到了38层，玻璃覆盖到15层。原德意志银行大厦表面全部清拆完成。港務局在进行其车辆安全中心的工程。2011年9月11日纪念馆向蒙难人亲属开放，9月12日向公众开放。3号楼和4号楼的地基可见。交通中心的捷运站於2016年完工，3号楼在2018年中建成。据建筑公司2号楼也将按期完工。许多中国和美国公司已经表示想要在世界贸易中心租办公室了。康泰纳仕已经决定将其总部移到1号楼。
以下是世貿中心重建後的建築：
- 大樓
  - 世界貿易中心一號大樓（自由塔）
  - 世界貿易中心二號大樓（格林威治街200號，施工中）
  - 世界貿易中心三號大樓（格林威治街175號）
  - 世界貿易中心四號大樓（格林威治街150號）
  - 世界貿易中心五號大樓（自由街130號）
  - 世界貿易中心七號大樓（格林威治街250號）
- 博物設施
  - 九一一國家紀念博物館
- 交通轉運設施
  - 世貿中心轉運站

### 争议和批评
世界贸易中心被毁后就其原址的未来问题有许多争议。关于谁拥有这片地以及在这里建造什么的问题使得原址的重建被耽搁了多年。许多人，如后美国第45、47任总统唐納·川普想重建更强大更高的双塔。其他人觉得这块地是神圣的，不想在那里建造任何东西，而希望它完全成为一座纪念地。最后的主规划决定在原来双塔在的地方建造纪念馆，在它们的周围建造六座新的摩天大楼。
世界贸易中心1号楼本身也受到一些批评。原来的设计是不对称的，比现在的设计矮得多，尖也不在中心，这个设计受到了极大的批评，因此重新作了一个新设计。新设计中的一个元素是一个如同堡垒一样的没有窗的底层，它被批评为看上去很难看和很不友好。为了补救这个问题，设计者给它覆盖上多棱的玻璃板。但是这个计划也有毛病，因此目前还不清楚底层的表面会是什么样的。1号楼原来的名字是“自由塔”，后来改成1号楼，这个更改也受到了一些批评。2003年纽约州州长乔治·保陶基说：“自由塔不会变成世界贸易中心1号楼，它将成为自由塔。”

### 各國國旗

#### 美國國旗

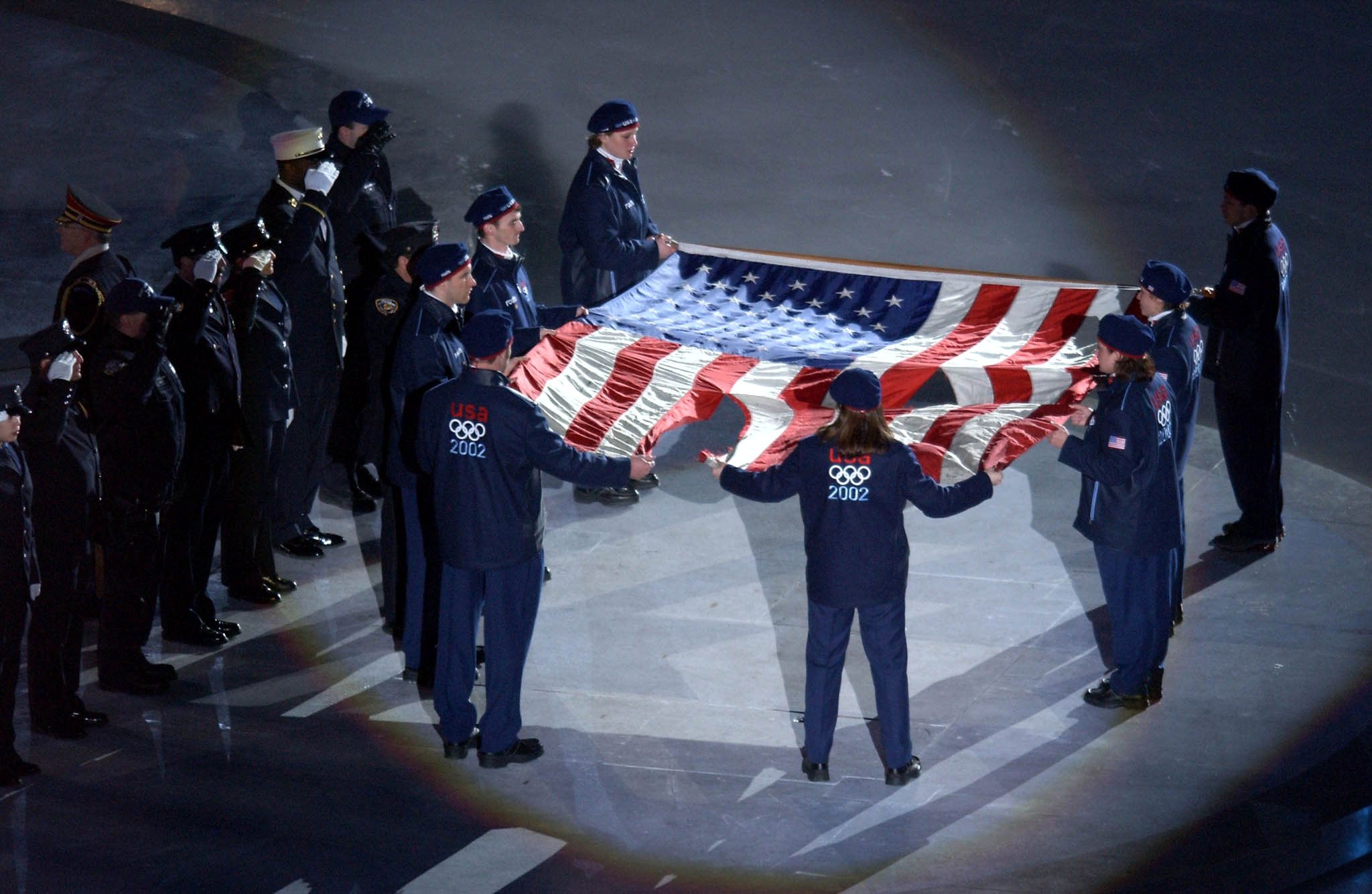
2002年冬季奥运会上的世界贸易中心美国国旗

一些飘扬在世界贸易中心或附近建筑上的美国国旗后来在清理过程中尋獲。2001年9月12日两名警察在协助营救人员的时候发現挂在世界贸易中心入口处的国旗在建筑倒塌时从旗杆上刮落，缠在数尺外的街灯上。他们找了一些軍人和消防队员使用梯子把这面旗帜取下。后来这面旗帜轉捐给美国国家航空航天局。2001年12月5日至17日奮進號太空梭在去往国际太空站的时候把它带着。2002年6月14日則返還给纽约市市民，暂时收纳在美國自然史博物館。现在它為纽约档案馆館藏，且為每年911纪念仪式的一部分。
楼顶懸掛的國旗在袭击三天后被发现，它已经残破不全，因此轉交美國國民警衛隊庄严消灭。警卫队通过旗上的标志发现它是港務局的财产，因此把它还给管理局。它后来在各种仪式上使用。在盐湖城的2002年冬季奥林匹克运动会开幕式上也使用了該旗幟。这个事件有所争议。一开始国际奥林匹克委员会拒绝让它在仪式上使用，怕这样会被看作是偏向美国、过度爱国主义以及在为此后的开幕式造成先例和麻烦。最后委员会与组织者达成协议，允许攜帶該旗入场，但是升上的是另一面旗。

#### 他國國旗
一些其它国家的国旗也在世界贸易中心原址尋獲。一面新西兰国旗由纽约消防局递交给新西兰总理海伦·克拉克。在911袭击中有两名新西兰人遇难。这面旗經修复後，挂在新西兰议会建筑主楼前的主楼梯上。另亦尋獲一面英国国旗，它今天收藏在英国曼彻斯特帝國戰爭博物館北館中。英国是九一一事件中第一大外籍遇難者來源國，共60至70名英国公民丧生。

### 流行文化
作為全美代表性的建築，世界貿易中心出現在許多電影、電視、動畫片、漫畫、電腦遊戲和音樂中。
在蜘蛛人前導海報和預告片中，世貿中心雙塔皆在其中。九一一事件後，索尼影業將所有有關雙子星大樓的宣傳內容召回，但預告片仍可以在Youtube找到 （页面存档备份，存于）。

## 世貿中心員工
- 希達爾·尤蘭達·馬約爾（Hilda Yolanda Mayol），26歲，是在世貿中心地下的餐廳工作時逃離而倖存，但兩個月後她正搭美國航空587號班機回家度假時遇上空難身亡。
- 聞思慧（Ssu-hui "Vanessa" Wen），23歲，來自台灣，世貿中心北塔建達公司（英语：Cantor Fitzgerald）程式設計師[175]，為九一一事件中第一位經美國政府公布的中華民國籍遇難者[176]。

### 引用
1. ↑  Holusha, John. . 纽约时报. 2002年1月6日  [2008年11月21日]. （原始内容存档于2021年3月6日）.
2. ↑  . Real Estate Weekly (BNET). 2002年2月27日  [2009年1月3日]. （原始内容存档于2012年5月26日）.
3. ↑  . 纽约时报. 1946年7月6日.
4. ↑  . 纽约时报. 1949年3月11日.
5. ↑  Gillespie，1999年，32–33页
6. ↑  Gillespie，1999年，34–35页
7. ↑  Gillespie，1999年，38页
8. 1 2  Grutzner, Charles. . 纽约时报. 1961年12月29日.
9. ↑  Cudahy，2002年，56页
10. ↑  Wright, George Cable. . 纽约时报. 1962年1月23日.
11. ↑  Smith, Terence. . 纽约时报. 1966年8月4日.
12. ↑  Smith, Terence. . 纽约时报. 1967年1月26日.
13. ↑  Esterow, Milton. . 纽约时报. 1962年9月21日.
14. 1 2  Huxtable, Ada Louise. . 纽约时报. 1964年1月19日.
15. 1 2  Huxtable, Ada Louise. . 纽约时报. 1964年1月26日.
16. ↑  Lew, H.S., Richard W. Bukowski, Nicholas J. Carino.  (PDF). National Institute of Standards and Technology: 9. 2005年9月  [2011-11-14]. （原始内容存档于2012-07-30）.
17. ↑  Gillespie，1999年，75–78页
18. 1 2  Ruchelman，1977年，11页
19. ↑  Gillespie，1999年，76页
20. ↑  NIST NCSTAR 1-1，2005年，7页
21. 1 2  Pekala, Nancy. . Journal of Property Management. 2001年11月1日.
22. 1 2  Huxtable, Ada Louise. . 纽约时报. 1966年5月29日.
23. ↑  Darton，1999年，32–34页
24. ↑  Nobel, Philip. . Macmillan. 2005年: 54页. ISBN 0805080023.
25. ↑  NIST NCSTAR 1-1，2005年，40–42页
26. 1 2  NIST NCSTAR 1-1，2005年，10页
27. ↑  NIST NCSTAR 1，2005年，8页
28. ↑  NIST NCSTAR 1，2005年，8–9页
29. 1 2 3  NIST NCSTAR 1，2005年，10页
30. ↑  NIST NCSTAR 1，2005年，65页
31. ↑  . Port Authority / PBS.   [2007年5月16日]. （原始内容存档于2009年9月14日）.
32. ↑  Glanz and Lipton，2003年，138页
33. ↑  NIST NCSTAR 1-1A，2005年，65页
34. ↑  Glanz and Lipton，2004年，139–144页
35. ↑  Glanz and Lipton，2004年，160–167页
36. ↑  Ingraham, Joseph C. . 纽约时报. 1965年3月29日.
37. ↑  Gillespie，1999年，61页
38. ↑  Federal Emergency Management Agency. . . 2002年5月  [2011年6月9日]. ISBN 0160673895. （原始内容存档于2011年7月28日）.
39. ↑  Iglauer, Edith. . 纽约人. 1972年11月4日  [2011年11月14日]. （原始内容存档于2001年12月18日）.
40. ↑  Kapp, Martin S. . Engineering News Record. 1964年7月9日.
41. ↑  Gillespie，1999年，68页
42. ↑  Gillespie，1999年，71页
43. ↑  . Engineering News Record. 1968年4月18日.
44. ↑  . 纽约时报. 1967年1月24日.
45. ↑  Kihss, Peter. . 纽约时报. 1967年2月27日.
46. 1 2  . PBS – American Experience.   [2007年5月15日]. （原始内容存档于2007年5月2日）.
47. ↑  Carroll, Maurice. . 纽约时报. 1968年12月30日.
48. ↑  NIST NCSTAR 1-1，xxxvi页
49. ↑  Cudahy，2002年，58页
50. ↑  Gillespie，1999年，134页
51. ↑  Gillespie，1999年，42–44页
52. ↑  Clark, Alfred E. . 纽约时报. 1962年6月27日.
53. ↑  Arnold, Martin. . 纽约时报. 1963年11月13日.
54. ↑  Gillespie，1999年，49–50页
55. ↑  Knowles, Clayton. . 纽约时报. 1964年2月14日.
56. ↑  . 纽约时报. 1969年11月12日.
57. ↑  Steese, Edward. . 纽约时报. 1964年3月10日.
58. ↑  Whitman, Alden. . 纽约时报. 1967年3月22日.
59. ↑  劉易斯·芒福德. . Harcourt Brace Jovanovich. 1970年: 342页. ISBN 0151639744.
60. ↑  Dunlap, David W. . 纽约时报. 2006年12月7日  [2011年11月14日]. （原始内容存档于2021年3月21日）.
61. ↑  . 紐約與紐澤西港務局. 1999年6月9日  [2011年11月14日]. （原始内容存档于2000年2月2日）.
62. ↑  . Engineering News-Record. 1999年8月16日  [2011年11月14日]. （原始内容存档于2002年6月11日）.
63. ↑  Mcdowell, Edwin. . 纽约时报. 1997年4月11日  [2009年9月12日].
64. ↑  .   [2008年12月1日]. （原始内容存档于2009年7月19日）.
65. ↑  "Office locations"。Cantor Fitzgerald。2000年3月4日，2009年10月4日查询
66. ↑  . 紐約與新澤西港務局. 2000年6月22日  [2010年1月22日]. 原始内容存档于2000年6月22日.
67. ↑   (PDF). 聯邦緊急事務管理署.   [2007年3月8日]. （原始内容存档 (PDF)于2008年5月27日）. Six 1,200-kilowatt (kW) emergency power generators located in the sixth basement (B-6) level provided a secondary power supply.
68. ↑  Fischbach, Amy Florence. . CEE News. 2001年1月1日  [2007年3月8日]. （原始内容存档于2006年10月21日）. E-J Electric set four generators on the roof of Tower 5, which was nine stories, as opposed to the 110-story Towers 1 and 2. E-J then ran high-voltage feeder cable to Towers 1, 2, 4 and 5, installed three substations and distributed power to the tenants.
69. ↑  . Top of The World Trade Center.   [2021-12-08]. （原始内容存档于2000-10-08）.
70. ↑  Onishi, Norimitsu. . 纽约时报. 1997年2月24日  [2008年11月21日]. （原始内容存档于2021年3月15日）.
71. ↑  . Top of The World Trade Center.   [2021-12-08]. （原始内容存档于2001-04-05）.
72. ↑  . Top of The World Trade Center.   [2021-12-08]. （原始内容存档于2001-04-05）.
73. 1 2  . Top of The World Trade Center.   [2021-12-08]. （原始内容存档于2001-04-05）.
74. 1 2  McDowell, Edwin. . 纽约时报. 1997年4月11日  [2008年11月21日]. （原始内容存档于2008年4月10日）.
75. 1 2  Darton，1999年，152页
76. ↑  . Port Authority of New York and New Jersey.   [2021-12-08]. （原始内容存档于2001-06-25）.
77. ↑  Adams, Arthur G. . Fordham University Press. 1996年: 87. ISBN 0823216799.
78. ↑  . Port Authority of New York and New Jersey.   [2021-12-08]. （原始内容存档于2001-06-09）.
79. 1 2  Zraly, Kevin. . Sterling Publishing Company. 2006年: 260. ISBN 1402726392.
80. 1 2  Grimes, William. . 纽约时报. 2001年9月19日  [2011年11月14日]. （原始内容存档于2021年3月6日）.
81. ↑  Greenhouse, Steven. . 纽约时报. 2002年6月4日.
82. 1 2  . Port Authority of New York and New Jersey.   [2021-12-08]. （原始内容存档于2001-09-07）.
83. ↑  . Port Authority of New York and New Jersey.   [2021-12-08]. （原始内容存档于2001-08-14）.
84. ↑  Rediff.com路透社，2001年11月17日：Buried WTC gold returns to futures trade （页面存档备份，存于）。2008年12月1日检阅
85. ↑  Darton，1999年，204页
86. ↑  Darton，1999年，8页
87. ↑  . Port Authority of New York and New Jersey.   [2021-12-08]. （原始内容存档于2001-04-13）.
88. ↑  Olshan, Jeremy. . Newsday (New York). 2003年2月4日.
89. ↑  Gillespie，1999年，5页
90. ↑  . Top of The World Trade Center.   [2021-12-08]. （原始内容存档于2000-09-25）.
91. ↑  . 国家地理杂志. 1989年2月  [2011年1月30日]. （原始内容存档于2011年5月1日）.
92. ↑  .   [2011年7月4日]. （原始内容存档于2011年7月16日）.
93. ↑  Byrne, Robert. . 纽约时报. 1995年9月19日  [2008年11月21日]. （原始内容存档于2021年3月6日）.
94. ↑  Reppetto, Thomas. . Macmillan. 2007年: 279页. ISBN 0805086595.
95. ↑  . 纽约时报. 1975年2月14日  [2008年9月1日]. （原始内容存档于2008年5月12日）.
96. ↑   (PDF). Federal Building and Fire Safety Investigation of the World Trade Center Disaster. 國家標準技術研究所. 2005年10月  [2008年9月11日]. （原始内容 (PDF)存档于2011年7月28日）.
97. ↑  Reeve，1999年，10页
98. ↑  Lew, H.S., Richard W. Bukowski, Nicholas J. Carino. . National Institute of Standards and Technology. 2005年9月: xlv.
99. ↑  Mathews, Tom. . Newsweek. 1993年3月8日  [2008年10月26日]. （原始内容存档于2008年10月30日）.
100. ↑  Barbanel, Josh. . 纽约时报. 1993年2月27日  [2008年11月20日]. （原始内容存档于2019年8月21日）.
101. ↑  Johnston, David. . 纽约时报. 1995年2月9日  [2008年11月20日]. （原始内容存档于2021年3月6日）.
102. ↑  Fried, Joseph P. . 纽约时报. 1996年1月18日  [2008年11月20日].
103. ↑  . CNN. 1997年11月12日  [2008年11月20日]. （原始内容存档于2010年9月16日）.
104. ↑  Hays, Tom and Larry Neumeister. . 西雅图时报. 1994年5月20日  [2008年11月20日]. （原始内容存档于2011年6月26日）.
105. ↑  . CNN. 1997年8月5日  [2008年11月20日]. （原始内容存档于2008年10月12日）.
106. ↑  Port Authority Risk Management Staff.  (PDF). United States Fire Administration.   [2007年5月15日]. （原始内容存档 (PDF)于2007年9月28日）.
107. ↑  Ramabhushanam, Ennala and Marjorie Lynch. . Journal of Performance of Constructed Facilities. 1994, 8 (4): 229–242. ISSN 0887-3828. doi:10.1061/(ASCE)0887-3828(1994)8:4(229).
108. ↑  Amy, Jr., James D. . Emerging trends (Society of Fire Protection Engineer). 2006年12月,. Issue 8  [2008年11月20日]. （原始内容存档于2008年1月17日）.
109. ↑  Evans, David D., Richard D. Peacock, Erica D. Kuligowski, W. Stuart Dols, William L. Grosshandler.  (PDF). National Institute of Standards and Technology. 2005年9月: 44  [2011-11-14]. （原始内容存档 (PDF)于2011-07-28）.
110. ↑  Dwyer, Jim. . 纽约时报. 2002年2月26日  [2008年11月20日].
111. ↑  . The National Commission on Terrorist Attacks Upon the United States.   [2011-11-14]. （原始内容存档于2019-12-26）.
112. ↑  Dwyer, Jim; Lipton, Eric et al. . 纽约时报. 2002年5月26日  [2008年5月23日]. （原始内容存档于2008年10月11日）.
113. ↑  NIST NCSTAR 1-1，2005年，34页及45–46页
114. 1 2   (PDF).   [2011年1月30日]. （原始内容存档 (PDF)于2008年3月5日）.
115. ↑  . 國家標準技術研究所: xxxii. 2008年8月  [2011-11-14]. （原始内容 (PDF)存档于2011-08-27）.
116. ↑  . 聯邦緊急事務管理署. 2002年5月  [June 9, 2011年6月9日]. （原始内容存档于2006年9月27日）.
117. ↑   (PDF). 聯邦緊急事務管理署. 2002年5月  [2007年7月12日]. （原始内容存档 (PDF)于2018年12月25日）.
118. ↑  . Lower Manhattan Construction Command Center.   [2007年7月12日]. （原始内容存档于2018年12月25日）.
119. ↑  . Lower Manhattan Construction Command Center.   [2008年11月19日]. （原始内容存档于2007年9月12日）.
120. ↑  DePalma, Anthony. . 纽约时报. 2007年5月24日  [2011年11月14日]. （原始内容存档于2018年12月25日）.
121. ↑  . CBS News. Associated Press. 2008年7月10日  [2010年8月29日]. （原始内容存档于2010年8月24日）.
122. ↑  Foderaro, Lisa W. . 纽约时报. 2009年9月11日  [2010年8月29日]. （原始内容存档于2018年12月25日）.
123. ↑  . BBC News (London). 2006年9月4日  [2008年5月20日]. （原始内容存档于2008年4月7日）.
124. ↑  Siegel, Aaron. . InvestmentNews. 2007年9月11日  [2008年5月20日]. （原始内容存档于2018年12月25日）.
125. ↑  Grady, Denise; Revkin, Andrew C. . 纽约时报. 2002年9月10日  [2008年5月23日]. （原始内容存档于2021年3月4日）.
126. ↑  . 今日美国 (华盛顿). Associated Press. 2002年8月19日  [2008年5月23日]. （原始内容存档于2011年5月4日）.
127. ↑  . CNN. 2002年7月21日  [2008年5月23日]. （原始内容存档于2008年5月17日）.
128. ↑  Lemre, Jonathan. . 纽约每日新闻. August 24, 2011年8月24日  [2011年8月25日]. （原始内容存档于2011年8月24日）.
129. ↑  Herman, Eric. . 紐約每日新聞. 2001年2月6日.
130. ↑  Bagli, Charles V. . 纽约时报. 2001年1月31日  [2008年11月20日]. （原始内容存档于2021年3月6日）.
131. 1 2  Cuozzo, Steve. . 纽约邮报. 2001年1月30日.
132. ↑  Herman, Eric. . 纽约每日新闻. 2001年1月31日.
133. ↑  . 多伦多星报. 2001年2月23日.
134. ↑  Bagli, Charles V. . 纽约时报. 2001年3月20日  [2008年11月20日]. （原始内容存档于2008年1月19日）.
135. ↑  Bagli, Charles V. . 纽约时报. 2001年4月27日  [2008年11月20日]. （原始内容存档于2009年2月22日）.
136. ↑  Smothers, Ronald. . 纽约时报. 2001年7月25日  [2008年11月20日]. （原始内容存档于2008年5月17日）.
137. ↑  .   [2011-12-11]. （原始内容存档于2011-12-16）.
138. ↑  .   [2011-12-11]. （原始内容存档于2011-11-28）.
139. ↑  .   [2022-05-22]. （原始内容存档于2022-05-17）.
140. ↑  Amy Plitt. . Curbed New York. February 25, 2016  [February 25, 2016]. （原始内容存档于2021-12-17）.
141. ↑  . CNN. 2002年5月30日  [2008年9月11日]. （原始内容存档于2008年12月1日）.
142. ↑  Bagli, Charles V. . 纽约时报. 2002年1月31日  [2008年2月17日]. （原始内容存档于2008年3月25日）.
143. ↑  . Lower Manhattan Development Corporation (LMDC). 2006年5月22日  [2007年7月27日]. （原始内容存档于2007年8月9日）.
144. ↑  . Architectural Record. 2006年5月17日  [2008年2月17日]. （原始内容存档于2008年5月5日）.
145. ↑  . Cornell Chronicle. 2011年7月27日.
146. ↑   (PDF). Permanent WTC Path Terminal Final Environmental Impact Statement and Section 4 (f) Evaluation. Port Authority of New York and New Jersey. 2005年5月  [2008年11月19日]. （原始内容 (PDF)存档于2008年3月6日）.
147. ↑  Pérez-Peña, Richard. . 纽约时报. 2001年11月3日  [2008年11月19日].
148. ↑  Lower Manhattan Development Corporation. .   [2008年11月19日]. （原始内容存档于2008年10月14日）.
149. ↑  Katersky, Aaron. . ABC News. 2006年3月13日  [2008年11月19日]. （原始内容存档于2016年3月3日）.
150. ↑  Dunlap, David W. . 纽约时报. 2006年4月28日  [2008年11月19日]. （原始内容存档于2016年4月15日）.
151. ↑  Todorovich, Petra. . Spotlight on the Region (Regional Plan Association). 2006年3月24日, 5 (6)  [2008年11月19日]. （原始内容存档于2008年6月5日）.
152. ↑  Westfeldt, Amy. . 华盛顿邮报. 2006年4月28日  [2008年11月19日]. （原始内容存档于2020年3月24日）.
153. ↑  Pogrebin, Robin. . 纽约时报. 2006年5月3日  [2008年11月19日]. （原始内容存档于2020年2月21日）.
154. ↑  Dunlap, David W. . 纽约时报. 2006年9月7日  [2008年11月19日]. （原始内容存档于2019年12月22日）.
155. ↑  Bagli, Charles V. . 纽约时报. 2007年6月14日  [2008年11月19日]. （原始内容存档于2022年1月3日）.
156. ↑  Appelbaum, Alec. . Architectural Record. 2007年7月30日  [2008年11月19日]. （原始内容存档于2014年11月4日）.
157. ↑  Goldman, Henry. . WTC.com. 2010年9月7日  [2011年9月12日]. （原始内容存档于2015年2月28日）.
158. ↑  Shapiro, Julie. . WTC.com. 2011年2月8日  [2011年9月12日]. （原始内容存档于2015年2月28日）.
159. ↑  . USA TODAY. 2018-06-10  [2018-06-11]. （原始内容存档于2018-06-12）.
160. ↑  Rubinstein, Dana. . WTC.com. 2010年10月20日  [2011年9月12日]. （原始内容存档于2022年3月10日）.
161. ↑  Bagli, Charles V. . 纽约时报. 2010年8月3日  [2011年11月14日]. （原始内容存档于2022年3月11日）.
162. ↑  Walker, Hunter. . Business Insider.   [2025-05-30] （美国英语）.
163. ↑  . CNN. 2005年5月19日  [2011年11月14日]. （原始内容存档于2016年5月27日）.
164. ↑  . Fox News.com. Associated Press. 2009年3月28日  [2011-11-14]. （原始内容存档于2011-11-20）.
165. ↑  Cuthbertson, Charlotte. . The Epoch Times. 2009年4月2日  [2010年10月31日]. （原始内容存档于2011年8月11日）.
166. ↑   (新闻稿). 紐約與新澤西港務局. 2002年2月1日  [2011年6月7日]. （原始内容存档于2018年6月19日）.
167. ↑  Malcolm Moran. . 近日美国. 2001年11月2日.
168. ↑  . Standard-Examiner. 2002年2月7日.
169. ↑  Brady Snyder. . Deseret News. 2002年2月6日  [2011年6月8日]. （原始内容存档于2018年6月21日）.
170. ↑  . Deseret News. 2002年2月9日  [2011年6月8日]. （原始内容存档于2012年10月23日）.
171. ↑  . Manchester Evening News. 2011年9月10日  [2011年9月11日]. （原始内容存档于2012年11月12日）.
172. ↑  . Channel 4 News. 2011年9月8日  [2011年9月11日]. （原始内容存档于2022年3月10日）.
173. ↑  Yezpitelok, Maxwell. . Cracked.com. 2010年11月8日  [2010年12月24日]. （原始内容存档于2021年5月22日）.
174. ↑  Weiss, Josh. . SYFY WIRE. 2019-08-02  [2021-07-10]. （原始内容存档于2021-07-15） （英语）.
175. ↑  . Legacy.com, Inc.（英语：Legacy.com）. 2001-10-04  [2021-09-16]. （原始内容存档于2019-11-05）.
176. ↑  . 佳音廣播電台. 2003  [2021-09-16]. （原始内容存档于2021-09-16）.